# Liste des monuments classés de Bruxelles-ville
Cet article recense le patrimoine immobilier protégé à Bruxelles-ville. Le patrimoine immobilier protégé fait partie du patrimoine culturel en Belgique.
|     | Le bien | Date de clas.a     | Année     | Architecte                        | Style                                                  | Adresse | Coordonnées                 | ID            | Photo |
| --- | --- | ------------------ | --------- | --------------------------------- | ------------------------------------------------------ | --- | --------------------------- | ------------- | --- |
| 1   | Abbaye de la Cambre | 30 mars 1989       |           |                                   |                                                        | Avenue Émile De Mot, Rue du Monastère, Avenue Émile Duray | 50° 49′ 02″ N, 4° 22′ 23″ E | 2043-0158/0   | |
| 2   | Aile de l'ancien couvent de l'Institut royal des sciences naturelles                                                                       | 26 janvier 1987    | 1857      | E. Cels                           | Néo-roman                                              | Parc Léopold |                             | 2043-0117/0   | |
| 3   | Ancien cinéma Eldorado | 28 avril 1994      | 1931-1933 | Marcel Chabot                     | Art Déco                                               | Place de Brouckère 38 | 50° 51′ 06″ N, 4° 21′ 09″ E | 2043-0234/0   | |
| 4   | Ancien cinéma Marivaux | 28 mai 1998        | 1923      | Lorant-Heilbron                   | Art Déco                                               | Boulevard Adolphe Max 104-106 | 50° 51′ 12″ N, 4° 21′ 20″ E | 2043-0479/0   | |
| 5   | Ancien cinéma Plaza | 23 juillet 1992    | 1928-1931 | A. Hoch                           | Art Déco                                               | Boulevard Adolphe Max 118 | 50° 51′ 16″ N, 4° 21′ 22″ E | 2043-0233/0   | |
| 6   | Ancien couvent des Pauvres Claires | 5 juillet 2001     | 1501-1795 |                                   | Néo-classique                                          | Rue Vander Elst, Rue aux Fleurs 3 | 50° 51′ 10″ N, 4° 21′ 08″ E | 2043-0285/0   | |
| 7   | Ancien dépôt des Grands Magasins de la Bourse                                                                                              | 28 mai 1998        | 1924      | M. Heyninx                        | Architecture industrielle                              | Rue d'Alost 7-11 | 50° 51′ 10″ N, 4° 20′ 32″ E | 2043-0403/0   | |
| 8   | Ancien entrepôt Stiel & Rothschild | 30 avril 1998      | 1926      | A. Warny                          | Art Déco                                               | Quai aux Pierres de Taille 28-29 |                             | 2043-0406/0   | |
| 9   | Ancien fourreur Mallien | 22 juin 2006       | 1920-1921 | J. Barbotin                       |                                                        | Petite rue des Minimes 2-4, Place du Grand Sablon 40 | 50° 50′ 28″ N, 4° 21′ 14″ E | 2043-0674/0   | |
| 10  | Ancien Hôtel de Flandre | 5 décembre 2002    | 1848-1850 |                                   | • Éclectisme • Baroque                                 | Rue de l'Hôpital 29 | 50° 50′ 38″ N, 4° 21′ 12″ E | 2043-0564/0   | |
| 11  | Ancien Hôtel de Knuyt de Vosmaer | 29 septembre 2005  | 1878-1879 | Joseph-Jean Naert                 |                                                        | Rue du Congrès 33, Rue de l'Enseignement 91-97 | 50° 50′ 58″ N, 4° 22′ 00″ E | 2043-0496/0   | |
| 12  | Ancien Hôtel de Limminghe et Palais du Gouverneur                                                                                          | 9 février 1995     | 1884-1907 | A. Hano                           | • Classicisme • Beaux-Arts                             | Rue du Lombard 69, Rue du Chêne 20 | 50° 50′ 41″ N, 4° 21′ 05″ E | 2043-0323/0   | |
| 13  | Ancien Hôtel d'Ittre | 19 décembre 2002   |           |                                   | Classicisme                                            | Rue Philippe de Champagne 54-56, Rue du Poinçon 21 | 50° 50′ 37″ N, 4° 20′ 48″ E | 2043-0626/0   | |
| 14  | Ancien Hôtel du Chastel de la Howarderie                                                                                                   | 10 janvier 2002    |           |                                   | Classicisme                                            | Place du Grand Sablon 5 | 50° 50′ 30″ N, 4° 21′ 17″ E | 2043-0530/0   | |
| 15  | Ancien Hôtel Gresham | 21 octobre 1993    |           |                                   | • Néo-classique • Art Nouveau                          | Place Royale 3 | 50° 50′ 31″ N, 4° 21′ 31″ E | 2043-0211/0   | |
| 16  | Ancien Institut chirurgical | 18 janvier 2007    | 1925      | Antoine Pompe                     | Modernisme                                             | Rue Boduognat 12-14 | 50° 50′ 44″ N, 4° 22′ 47″ E | 2043-0777/0   | |
| 17  | Ancien magasin de Tapis d'Orient Benezra                                                                                                   | 23 avril 1998      | 1922      | Adrien Blomme                     | • Art Déco • Modernisme                                | Rue de l'Écuyer 41 | 50° 50′ 56″ N, 4° 21′ 16″ E | 2043-0521/0   | |
| 18  | Ancien magasin Old England | 30 mars 1989       | 1898      | Paul Saintenoy                    | Art Nouveau                                            | Rue Villa Hermosa, Rue Montagne de la Cour 2 | 50° 50′ 36″ N, 4° 21′ 33″ E | 2043-0155/0   | |
| 19  | Ancien Musée instrumental, ancienne résidence du directeur du Conservatoire de Musique                                                     | 1er octobre 1998   |           |                                   | • Éclectisme • Néo-classique                           | Place du Petit Sablon 16-17 | 50° 50′ 24″ N, 4° 21′ 23″ E | 2043-0527/0   | |
| 20  | Ancienne auberge l'Estrille du Vieux-Bruxelles                                                                                             | 23 octobre 2003    |           |                                   | Architecture traditionnelle                            | Rue de Rollebeek 7-9 | 50° 50′ 31″ N, 4° 21′ 12″ E | 2043-0623/0   | |
| 21  | Ancienne Banque Brunner | 9 mai 1995         | 1860      |                                   | Néo-classique                                          | Rue de la Loi 78 | 50° 50′ 41″ N, 4° 22′ 27″ E | 2043-0251/0   | |
| 22  | Ancienne Banque d'Outremer | 5 juillet 2001     | 1909-1920 | Jules Brunfaut                    | Eclectisme                                             | Rue Brederode 11-13, Rue de Namur 48-52, Rue Theresienne 14 | 50° 50′ 26″ N, 4° 21′ 35″ E | 2043-0105/0   | |
| 23  | Ancienne brasserie Express-Midi pour brasserie Caulier                                                                                     | 3 mars 2011        | 1934      | Yvan Blomme                       |                                                        | Boulevard du Midi 61, Boulevard Maurice Lemonnier 218 | 50° 50′ 24″ N, 4° 20′ 28″ E | 2043-0825/0   | |
| 24  | Ancienne brasserie Van Dooren | 12 mars 1998       |           |                                   | Architecture industrielle                              | Rue Notre-Dame du Sommeil 2, Rue du Rempart des moines, Rue des Fabriques 1B & 1C, Place du Jardin aux Fleurs 5                                                                     | 50° 50′ 55″ N, 4° 20′ 34″ E | 2043-0418/0   | |
| 25  | Ancienne chemiserie Niguet | 17 février 2011    | 1896      | Paul Hankar                       | Art Nouveau                                            | Rue Royale 13 | 50° 50′ 53″ N, 4° 21′ 48″ E | 2043-0085/01  | |
| 26  | Ancienne Cristallerie De Backer - Van Camp                                                                                                 | 10 octobre 2002    |           |                                   | • Classicisme • Baroque                                | Place du Grand Sablon 6 | 50° 50′ 29″ N, 4° 21′ 17″ E | 2043-0613/0   | |
| 27  | Ancienne Galerie Leroy Frères | 16 mars 1995       | 1900      | Jules Barbier                     | Néo-Renaissance                                        | Rue du Grand Cerf 6 | 50° 50′ 14″ N, 4° 21′ 18″ E | 2043-0245/0   | |
| 28  | Ancienne Grande Maison de Blanc | 24 janvier 1991    | 1896-1897 | O. Fran                           | Eclectisme                                             | Rue du Marché aux Poulets 32-34 |                             | 2043-0152/0   | |
| 29  | Ancienne imprimerie du quotidien Le Peuple                                                                                                 | 26 avril 1989      | 1892      | Maxime Brunfaut                   | • Art Déco • Modernisme                                | Rue Saint-Laurent 30-34 | 50° 51′ 01″ N, 4° 21′ 36″ E | 2043-0161/0   | |
| 30  | Ancienne lustrerie Kaufmann | 30 avril 1998      | 1906-1907 | Paul Bonduelle                    | Éclectisme                                             | Rue Locquenghien 55-57 | 50° 51′ 14″ N, 4° 20′ 42″ E | 2043-0404/0   | |
| 31  | Ancienne maison de garde-barrière | 20 mai 2010        |           |                                   | Néo-classique                                          | Chaussee d'Anvers 291 | 50° 51′ 56″ N, 4° 21′ 30″ E | 2043-0430/0   | |
| 32  | Ancienne maison et atelier du peintre Rogiers                                                                                              | 8 août 1988        | 1898      | Paul Hamesse                      | Art Nouveau                                            | Rue Charles Quint 103 | 50° 50′ 57″ N, 4° 23′ 11″ E | 2043-0125/0   | |
| 33  | Ancienne manufacture Charlet & Cie | 26 juin 2003       | 1920      | G. Dufas                          | Beaux-Arts                                             | Boulevard de Dixmude 65-71, Quai du Commerce 48-50 | 50° 51′ 25″ N, 4° 20′ 48″ E | 2043-0635/0   | |
| 34  | Ancienne morgue et poste de police de la Ville de Bruxelles                                                                                | 3 avril 2003       | 1896-1897 | Ernest Acker                      | Eclectisme                                             | Rue d'Ophem 39, Rue Saint-André 2-4 | 50° 51′ 15″ N, 4° 20′ 43″ E | 2043-0634/0   | |
| 35  | Ancienne Pâtisserie de la Chapelle | 22 janvier 2004    | 1847      |                                   | • Classicisme • Art Nouveau                            | Rue Haute 146 | 50° 50′ 20″ N, 4° 21′ 02″ E | 2043-0654/0   | |
| 36  | Ancienne Pharmacie anglaise Ch. Delacre et laboratoire d'analyses                                                                          | 5 septembre 1996   | 1898      | Paul Saintenoy                    | Néo-gothique                                           | Rue Villa Hermosa 10-12, Coudenberg 64 | 50° 50′ 36″ N, 4° 21′ 33″ E | 2043-0429/0   | |
| 37  | Ancien siège du journal Le Peuple | 12 juin 2003       | 1936-1937 | Richard Pringiers                 | • Modernisme • Art Nouveau • Fonction- nalisme         | Rue des Sables 29-35 | 50° 51′ 05″ N, 4° 21′ 32″ E | 2043-0161/01  | |
| 38  | Ancienne remise | 30 mars 1989       | 1858      | C. Goevaert                       | Néo-classique                                          | Rue Ducale 83 | 50° 50′ 50″ N, 4° 22′ 06″ E | 2043-0154/0   | |
| 39  | Anciennes écuries et jardin de l'Hôtel Solvay                                                                                              | 22 avril 1999      | 1899      | Constant Bosmans                  | Eclectisme                                             | Rue Lens 27, Avenue Louise 224 | 50° 49′ 36″ N, 4° 21′ 58″ E | 2043-0063/1   | |
| 40  | Ancienne sous-station électrique | 24 septembre 1998  | 1927      | Fran                              | Architecture industrielle                              | Boulevard de l'Abattoir 9 | 50° 50′ 50″ N, 4° 20′ 18″ E | 2043-0407/0   | |
| 41  | Anciennes papeteries générales belges Ed. Haseldonckx & Cie                                                                                | 5 juillet 2001     | 1912      | Fernand Bodson                    | Fonctionnalisme                                        | Rue du Houblon 26-32 | 50° 51′ 04″ N, 4° 20′ 35″ E | 2043-0547/0   | |
| 42  | Ancien Office des Chèques postaux | 2 avril 1998       | 1937-1948 | Victor Bourgeois                  |                                                        | Rue de Louvain 86-88, Rue de la Croix de Fer 99 | 50° 50′ 52″ N, 4° 21′ 46″ E | 2043-0309/0   | |
| 43  | Anciens bâtiments de la firme GKF (Gérard Koninckx Frères) (grossiste fruits exotiques)                                                    | 26 mars 1998       | 1927-1928 | Eugène Dhuicque                   | Art Déco                                               | Rue du Vieux Marché aux Grains 7-11, Rue Antoine Dansaert 75-79 |                             | 2043-0417/0   | |
| 44  | Anciens Établissements Absalon | 2 avril 1999       |           |                                   |                                                        | Rue Saint-Christophe 41-45, Rue Van Artevelde 70-72 | 50° 50′ 51″ N, 4° 20′ 45″ E | 2043-0439/0   | |
| 45  | Anciens établissements Aubert-Blaton | 22 janvier 1998    | 1865-1927 |                                   | Architecture industrielle                              | Rue du Pavillon 4 | 50° 52′ 11″ N, 4° 22′ 00″ E | 2043-0411/0   | |
| 46  | Anciens Établissements Blum | 12 mars 1998       | 1934      | Fernand Conard                    | Architecture industrielle                              | Boulevard d'Anvers 40, Rue des Commerçants 67 | 50° 51′ 26″ N, 4° 21′ 00″ E | 2043-0431/0   | |
| 47  | Ancien siège de l'Union du Crédit belge | 29 février 1984    | 1872      | D. De Keyser                      | Eclectisme                                             | Rue Montagne aux Herbes Potagères 57 | 50° 50′ 59″ N, 4° 21′ 26″ E | 2043-0086/0   | |
| 48  | Anciens immeubles de L'Écho de la Bourse                                                                                                   | 28 juin 2001       | 1930      | G. Chambon                        |                                                        | Rue du Houblon 43-47 | 50° 51′ 04″ N, 4° 20′ 35″ E | 2043-0548/0   | |
| 49  | Anciens Magasins Waucquez | 16 octobre 1975    | 1903-1906 | Victor Horta                      | Art Nouveau                                            | Rue des Sables 20 | 50° 51′ 04″ N, 4° 21′ 37″ E | 2043-0041/0   | |
| 50  | Anciens magasins Wolfers frères | 1er octobre 1981   | 1909      | Victor Horta                      | Art Nouveau                                            | Rue d'Arenberg 11-13 | 50° 50′ 52″ N, 4° 21′ 26″ E | 2043-0074/0   | |
| 51  | Ancien Théâtre des Variétés | 16 juin 2003       | 1937      | Victor Bourgeois                  |                                                        | Rue Saint-Pierre 43, Rue de Malines 25 | 50° 51′ 20″ N, 4° 21′ 22″ E | 2043-0631/0   | |
| 52  | Théâtre de la Gaîté (Bruxelles) | 5 mars 1998        |           |                                   | Beaux-Arts                                             | Rue du Fosse aux Loups 18 | 50° 51′ 02″ N, 4° 21′ 13″ E | 2043-0480/0   | |
| 53  | Arrière maison traditionnelle | 9 juin 2005        |           |                                   | Architecture traditionnelle                            | Rue de Flandre 165 | 50° 51′ 12″ N, 4° 20′ 35″ E | 2043-0703/0   | |
| 54  | Atelier Marcel Hastir | 23 mars 2006       | 1860      |                                   | Néo-classique                                          | Rue du Commerce 51 | 50° 50′ 31″ N, 4° 22′ 08″ E | 2043-0502/0   | |
| 55  | Auberge aux Trois Poissons | 19 avril 1977      | 1606      |                                   | Architecture traditionnelle                            | Quai au Bois de Construction 10 | 50° 51′ 19″ N, 4° 20′ 47″ E | 2043-0068/0   | |
| 56  | Aula Magna et ancienne rue Isabelle (salles inférieures)                                                                                   | 1er avril 2004     |           |                                   | Gothique                                               | Place Royale | 50° 50′ 33″ N, 4° 21′ 34″ E | 2043-0579/0   | |
| 57  | Au Palais de Cristal | 17 février 2011    | 1863      |                                   | Éclectisme                                             | Rue du Marché aux Herbes 39-47 |                             | 2043-0820/0   | |
| 58  | Aux Armes du Brabant | 7 novembre 2002    | 1709      |                                   | Néo-baroque                                            | Grand-Place 28 | 50° 50′ 49″ N, 4° 21′ 11″ E | 2043-0065/028 | |
| 59  | Maison du Roi de Bavière | 20 mai 2010        | 1690      |                                   | Baroque                                                | Grand-Place 12A | 50° 50′ 48″ N, 4° 21′ 09″ E | 2043-0175/2   | |
| 60  | Maison du Mont Thabor | 7 novembre 2002    | 1699      | Frans Timmermans                  | Baroque                                                | Grand-Place 12 | 50° 50′ 46″ N, 4° 21′ 10″ E | 2043-0065/012 | |
| 61  | Bains de Bruxelles | 6 mai 2010         | 1949      | Maurice Van Nieuwenhuyse          |                                                        | Rue du Chevreuil 28 | 50° 50′ 16″ N, 4° 20′ 45″ E | 2043-0801/0   | |
| 62  | Bijouterie De Greef | 22 décembre 2005   | 1695      |                                   | Architecture traditionnelle                            | Rue au Beurre 24-26 | 50° 50′ 51″ N, 4° 21′ 06″ E | 2043-0636/0   | |
| 63  | Bois de la Cambre | 18 novembre 1976   |           |                                   |                                                        | Bois de La Cambre 0 | 50° 48′ 23″ N, 4° 22′ 34″ E | 2043-0060/0   | |
| 64  | Bourse des Fonds publics et son site | 19 novembre 1986   | 1868-1873 | Léon-Pierre Suys                  | Néo-Renaissance italienne                              | Rue Henri Maus, Rue de La Bourse, Rue du Midi, Boulevard Anspach 80 | 50° 50′ 53″ N, 4° 20′ 58″ E | 2043-0115/0   | |
| 65  | Bureaux et ateliers de la première centrale électrique                                                                                     | 12 mars 1998       | 1901      |                                   | Eclectisme                                             | Rue Sainte-Catherine 9A-19 | 50° 50′ 59″ N, 4° 20′ 47″ E | 2043-0423/0   | |
| 66  | Café-brasserie À la Mort Subite | 17 septembre 1998  | 1902      |                                   | Eclectisme                                             | Rue Montagne aux Herbes Potagères 5-7 |                             | 2043-0268/0   | |
| 67  | Café Le Cirio | 3 mars 2011        | 1883-1886 | Charles Gys                       | Eclectisme                                             | Rue de la Bourse 18-20 | 50° 50′ 54″ N, 4° 21′ 03″ E | 2043-0452/0   | |
| 68  | Cathédrale Saints-Michel-et-Gudule | 5 mars 1936        |           |                                   | Gothique                                               | Parvis Sainte-Gudule |                             | 2043-0003/0   | |
| 69  | Cèdre de l'Atlas | 13 mars 2003       |           |                                   | Arbre remarquable                                      | Boulevard de La Cambre 70 | 50° 48′ 56″ N, 4° 22′ 23″ E | 2043-0562/0   | |
| 70  | Cèdre du Liban (Cedrus libanii) | 6 mai 1993         |           |                                   | Arbre remarquable                                      | Avenue Palmerston 20 | 50° 50′ 50″ N, 4° 22′ 53″ E | 2043-0194/0   | |
| 71  | Cercle royal gaulois artistique et littéraire                                                                                              | 9 mars 1995        | 1782      | Montoyer                          | Classicisme                                            | Parc, Rue de la Loi 5 | 50° 50′ 29″ N, 4° 23′ 28″ E | 2043-0343/0   | |
| 72  | Chancellerie de l'Ambassade de France | 17 juin 2010       | 1910      | Georges Chedanne                  | Art Nouveau                                            | Rue Ducale 65 | 50° 50′ 48″ N, 4° 22′ 05″ E | 2043-0512/1   | |
| 73  | Chapelle de Nassau | 22 novembre 2001   |           |                                   | Gothique                                               | Boulevard de l'Empereur 4 | 50° 50′ 37″ N, 4° 21′ 19″ E | 2043-0609/0   | |
| 74  | Chapelle Sainte-Anne | 29 novembre 2001   |           |                                   | Baroque                                                | Rue de la Madeleine | 50° 50′ 44″ N, 4° 21′ 17″ E | 2043-0611/0   | |
| 75  | Chez Vincent | 20 septembre 2001  |           |                                   | Architecture traditionnelle                            | Rue des Dominicains 8-10 | 50° 50′ 54″ N, 4° 21′ 16″ E | 2043-0578/0   | |
| 76  | Cinéma des Galeries | 18 novembre 1993   | 1939      | Paul Bonduelle                    | Eclectisme                                             | Galerie de la Reine 28 | 50° 50′ 51″ N, 4° 21′ 17″ E | 2043-0218/0   | |
| 77  | Cinéma Pathé-Palace | 27 mars 1997       | 1913      | Paul Hamesse                      | Art Nouveau                                            | Boulevard Anspach 85 | 50° 50′ 48″ N, 4° 20′ 53″ E | 2043-0476/0   | |
| 78  | Cinquantenaire - Musées royaux d'Art et d'Histoire                                                                                         | 22 avril 2004      | 1872-1905 | Gédéon Bordiau                    | Néo-classique                                          | Parc du Cinquantenaire 1, 1A et 2 | 50° 50′ 29″ N, 4° 23′ 28″ E | 2043-0089/01  | |
| 79  | Club de jazz l'Archiduc | 3 mars 2011        | 1892      | A. Danthine                       | Art Déco                                               | Rue Antoine Dansaert 6 | 50° 50′ 57″ N, 4° 20′ 51″ E | 2043-0818/0   | |
| 80  | Collège Saint-Jean Berchmans | 8 novembre 2001    | 1909-1914 | G. Cochaux-Segard                 |                                                        | Rue du Poinçon, Rue des Ursulines 4 | 50° 50′ 34″ N, 4° 20′ 55″ E | 2043-0493/01  | |
| 81  | Complexe des Archives de la Ville de Bruxelles                                                                                             | 13 décembre 2001   |           |                                   | • Classicisme • Louis XV                               | Rue Vanderhaegen 18, Rue des Tanneurs 57-71 | 50° 50′ 23″ N, 4° 20′ 43″ E | 2043-0612/0   | |
| 82  | Complexe formé par l'Hôtel Métropole et ses extensions                                                                                     | 28 février 2002    |           |                                   | Eclectisme                                             | Place de Brouckère 23-35 | 50° 51′ 06″ N, 4° 21′ 11″ E | 2043-0509/01  | |
| 83  | Concert Noble | 27 octobre 1983    | 1872-1873 | Henri Beyaert                     | Néo-classique                                          | Rue d'Arlon 82-84 | 50° 50′ 26″ N, 4° 22′ 22″ E | 2043-0101/0   | |
| 84  | Conservatoire royal de Musique | 9 septembre 1993   | 1867-1876 | Jean-Pierre Cluysenaar            |                                                        | Rue aux Laines 3-5, Rue de la Régence 30-30A | 50° 50′ 17″ N, 4° 21′ 20″ E | 2043-0106/0   | |
| 85  | Cour des Comptes | 6 septembre 2001   | 1776-1781 | Barnabé Guimard                   |                                                        | Place Royale 4, Rue de Namur 1-3, Rue Bodenbroek, Rue de la Régence 2 | 50° 50′ 34″ N, 4° 21′ 36″ E | 2043-0566/0   | |
| 86  | Couvent des Riches Claires | 24 mars 1981       | 1621-1790 |                                   | Architecture traditionnelle                            | Rue des Riches Claires 23, Rue Saint-Christophe 32-38 | 50° 50′ 50″ N, 4° 20′ 47″ E | 2043-0071/0   | |
| 87  | Couvent des Riches Claires | 24 mars 1981       |           |                                   | Non défini                                             | Rue des Riches Claires 23, Rue Saint-Christophe 36A-38 | 50° 50′ 50″ N, 4° 20′ 47″ E | 2043-0071/0   | |
| 88  | De Gulde Sterre (Maison de l'Étoile d'Or)                                                                                                  | 16 octobre 1975    |           |                                   | Architecture traditionnelle                            | Place de la Vieille Halle aux Blés 30 |                             | 2043-0039/0   | |
| 89  | De Halff Maene | 6 juin 2002        |           |                                   | Architecture traditionnelle                            | Rue de la Colline 22 | 50° 50′ 49″ N, 4° 21′ 14″ E | 2043-0592/0   | |
| 90  | Den Grenaet Appel | 29 octobre 1992    |           |                                   | Architecture traditionnelle                            | Rue du Marché aux Herbes 99 | 50° 50′ 47″ N, 4° 21′ 15″ E | 2043-0190/0   | |
| 91  | Den Gulden Baert | 8 août 1988        |           |                                   | Architecture traditionnelle                            | Place du Grand Sablon 15-16, Rue Sainte-Anne 42 | 50° 50′ 28″ N, 4° 21′ 16″ E | 2043-0124/0   | |
| 92  | Den Gulden Sleutel (Maison de la Clé d'Or)                                                                                                 | 16 octobre 1975    |           |                                   | Architecture traditionnelle                            | Place de la Vieille Halle aux Blés 29 |                             | 2043-0040/0   | |
| 93  | Den Tinnen Schotel ou De Roos (Maison à la Rose)                                                                                           | 29 octobre 1992    |           |                                   | Architecture traditionnelle                            | Rue du Marché aux Herbes 97 | 50° 50′ 47″ N, 4° 21′ 15″ E | 2043-0189/0   | |
| 94  | Deux hêtres pourpre | 27 mars 2014       |           |                                   | Non défini                                             | Champ du Vert Chasseur 38 | 50° 48′ 09″ N, 4° 22′ 36″ E | 2043-0879/0   | |
| 95  | Deux immeubles d'angle néo-classiques | 19 avril 1977      | 1835      | Auguste-Jean-Joseph Payen         |                                                        | Rue de Namur 84-88 et 99-103, Boulevard de Waterloo 1, Boulevard du Régent 1 | 50° 50′ 23″ N, 4° 21′ 37″ E | 2043-0070/0   | |
| 96  | Devanture Marjolaine | 18 décembre 1997   | 1904      | Léon Sneyers                      | Art Nouveau                                            | Rue de la Madeleine 7 | 50° 50′ 45″ N, 4° 21′ 16″ E | 2043-0339/0   | |
| 97  | École royale militaire | 23 mars 1994       | 1900-1909 | Henri Maquet et Henri Van Dievoet | Éclectisme                                             | Avenue de Cortenbergh 115, Avenue de la Renaissance 27-33 | 50° 50′ 45″ N, 4° 23′ 33″ E | 2043-0295/0   | 1908, École royale militaire, avenue de la Renaissance, 30, Bruxelles, par les architectes Henri Maquet et Henri van Dievoet |
| 98  | Église de la Madeleine | 28 décembre 1942   |           |                                   | Gothique                                               | Rue de la Madeleine | 50° 50′ 44″ N, 4° 21′ 17″ E | 2043-0016/0   | |
| 99  | Église des Brigittines | 30 juin 1953       | 1655-1672 |                                   | Baroque                                                | Petite rue des Brigittines |                             | 2043-0011/01  | |
| 100 | Église et couvent des Dominicains et jardin intérieur                                                                                      | 16 juin 2005       | 1904-1906 | Biolley                           | Néo-gothique                                           | Avenue de la Renaissance 40, Rue Leys 5 | 50° 50′ 35″ N, 4° 23′ 37″ E | 2043-0306/0   | |
| 101 | Église Notre-Dame aux Riches Claires | 27 septembre 1937  | 1665-1680 | Lucas Fayd                        | Baroque                                                | Rue des Riches Claires 23 | 50° 50′ 50″ N, 4° 20′ 47″ E | 2043-0013/0   | |
| 102 | Église Notre-Dame de Bon Secours | 5 mars 1936        | 1664-1694 | Jan Cortvriendt                   | Baroque                                                | Rue du Marché au Charbon | 50° 50′ 43″ N, 4° 20′ 49″ E | 2043-0005/0   | |
| 103 | Église Notre-Dame de la Chapelle | 5 mars 1936        | 1210-1275 |                                   |                                                        | Place de la Chapelle | 50° 50′ 28″ N, 4° 21′ 05″ E | 2043-0006/0   | |
| 104 | Église Notre-Dame du Finistère | 24 décembre 1958   | 1708-1730 |                                   | Baroque                                                | Rue Neuve 76 | 50° 51′ 11″ N, 4° 21′ 21″ E | 2043-0022/0   | |
| 105 | Église Notre-Dame du Sablon | 5 mars 1936        | 1651-1676 |                                   | Gothique                                               | Rue de la Regence, Place du Grand Sablon | 50° 50′ 19″ N, 4° 21′ 17″ E | 2043-0007/0   | |
| 106 | Église Saint-Antoine de Padoue et le couvent adjacent                                                                                      | 16 octobre 2003    | 1868-1873 | P.J.M. Cuypers                    | Néo-gothique                                           | Rue d'Artois 17-19 | 50° 50′ 32″ N, 4° 20′ 25″ E | 2043-0652/0   | |
| 107 | Église Sainte-Catherine | 7 décembre 1981    | 1854-1873 | Joseph Poelaert                   | Eclectisme                                             | Place Sainte-Catherine | 50° 51′ 04″ N, 4° 20′ 57″ E | 2043-0075/0   | |
| 108 | Église Saint-Jacques-sur-Coudenberg | 2 décembre 1959    | 1776-1780 | Montoyer                          | Néo-classique                                          | Place Royale | 50° 50′ 33″ N, 4° 21′ 34″ E | 2043-0102/0   | |
| 109 | Église Saint-Jean-Baptiste-au-Béguinage | 5 mars 1936        | 1657-1676 |                                   | Baroque                                                | Place du Beguinage | 50° 51′ 09″ N, 4° 20′ 59″ E | 2043-0002/0   | |
| 110 | Église Saint-Nicolas | 5 mars 1936        | 1125-1381 |                                   | Gothique                                               | Rue au Beurre | 50° 50′ 51″ N, 4° 21′ 06″ E | 2043-0004/0   | |
| 111 | Église Saints-Jean-et-Étienne-aux-Minimes                                                                                                  | 31 juillet 1943    | 1700-1715 |                                   | Baroque                                                | Rue des Minimes 62 | 50° 50′ 21″ N, 4° 21′ 10″ E | 2043-0017/0   | |
| 112 | Ensemble de deux maisons "Art nouveau" | 12 novembre 1998   | 1898      | Gustave Strauven                  | Art Nouveau                                            | Rue Joseph II 148-150 | 50° 50′ 45″ N, 4° 22′ 21″ E | 2043-0528/0   | |
| 113 | Ensemble de deux maisons traditionnelles                                                                                                   | 26 juin 2003       | 1609      |                                   | Architecture traditionnelle                            | Quai au Bois à brûler 25-27 |                             | 2043-0637/0   | |
| 114 | Ensemble de deux maisons traditionnelles                                                                                                   | 12 juin 2003       | 1773      |                                   | Architecture traditionnelle                            | Quai aux Briques 14-16 | 50° 51′ 13″ N, 4° 20′ 47″ E | 2043-0639/0   | |
| 115 | Ensemble de deux maisons traditionnelles                                                                                                   | 9 juin 2005        |           |                                   | Architecture traditionnelle                            | Rue de Flandre 140-142 | 50° 51′ 06″ N, 4° 20′ 47″ E | 2043-0718/0   | |
| 116 | Ensemble de deux maisons traditionnelles                                                                                                   | 19 mai 2005        |           |                                   | • Baroque • Néo-classique                              | Rue au Beurre 39-41 | 50° 50′ 51″ N, 4° 21′ 06″ E | 2043-0680/0   | |
| 117 | Ensemble de maisons du quartier du Béguinage                                                                                               | 3 juillet 2008     | 1828      | H.L.F. Partoes                    | Néo-classique                                          | Rue du Marronnier 33, Rue du Beguinage 5-13, Rue du Grand Hospice 4-30, Rue de l'Infirmerie 1-8                                                                                     | 50° 51′ 11″ N, 4° 21′ 03″ E | 2043-0114/1   | |
| 118 | Ensemble de maisons éclectiques et Art nouveau                                                                                             | 27 mai 1999        |           |                                   | • Néo-classique • Eclectisme • Art Nouveau             | Place Jean Jacobs 1-17 | 50° 50′ 05″ N, 4° 21′ 07″ E | 2043-0256/0   | |
| 119 | Ensemble de maisons éclectiques | 28 mars 1996       | 1860      | Félix Pauwels                     | Eclectisme                                             | Rue Joseph II 50-52 | 50° 50′ 45″ N, 4° 22′ 21″ E | 2043-0315/0   | |
| 120 | Ensemble de maisons éclectiques | 16 septembre 1985  | 1895-1896 | Alexis Dumont                     | Eclectisme                                             | Square Marie-Louise 69-79 | 50° 50′ 45″ N, 4° 22′ 40″ E | 2043-0098/0   | |
| 121 | Ensemble de maisons éclectiques | 29 juin 1984       | 1900-1901 | Camille Damman                    |                                                        | Rue aux Laines 4-56 | 50° 50′ 17″ N, 4° 21′ 20″ E | 2043-0090/0   | |
| 122 | Ensemble de maisons néo-classiques | 11 septembre 2003  | 1839-1863 |                                   | Néo-classique                                          | Rue de l'Etuve 43-55 | 50° 50′ 46″ N, 4° 21′ 06″ E | 2043-0643/0   | |
| 123 | Ensemble de maisons néo-classiques | 28 mars 1996       | 1855-1856 | Fran                              | • Néo-classique • Eclectisme                           | Rue du Luxembourg 20-22 | 50° 50′ 25″ N, 4° 22′ 02″ E | 2043-0317/0   | |
| 124 | Ensemble de maisons néo-classiques | 3 juin 1999        |           |                                   | Néo-classique                                          | Place du Nouveau Marché aux Grains 9-34 |                             | 2043-0511/0   | |
| 125 | Ensemble de maisons néo-classiques | 21 mars 1996       | 1860-1880 |                                   | • Néo-classique • Eclectisme                           | Rue d'Arlon 63-67 | 50° 50′ 26″ N, 4° 22′ 22″ E | 2043-0267/0   | |
| 126 | Ensemble de maisons traditionnelles | 4 septembre 1997   |           |                                   |                                                        | Rue des Chapeliers 13-23 | 50° 50′ 46″ N, 4° 21′ 10″ E | 2043-0201/0   | |
| 127 | Ensemble de maisons traditionnelles accolées à l'église St-Nicolas                                                                         | 20 septembre 2001  |           |                                   |                                                        | Petite rue au Beurre 1-17, Rue du Marché aux Herbes 1-5, Rue de Tabora 2-16 | 50° 50′ 52″ N, 4° 21′ 07″ E | 2043-0004/01  | |
| 128 | Ensemble de maisons traditionnelles et ancienne à l'impasse du Duc de Savoie                                                               | 20 septembre 2001  |           |                                   | Architecture traditionnelle                            | Rue des Eperonniers 43-73 | 50° 50′ 43″ N, 4° 21′ 12″ E | 2043-0545/0   | |
| 129 | Ensemble de maisons traditionnelles et impasse du Roulier                                                                                  | 13 juillet 2006    |           |                                   | Architecture traditionnelle                            | Rue de Flandre 176-180 | 50° 51′ 06″ N, 4° 20′ 47″ E | 2043-0719/0   | |
| 130 | Ensemble de maisons traditionnelles et impasse Saint-Petronille                                                                            | 13 novembre 2002   |           |                                   | Architecture traditionnelle                            | Rue du Marché aux Herbes 64-66, Impasse Sainte-Petronille |                             | 2043-0597/0   | |
| 131 | Ensemble de maisons traditionnelles | 5 décembre 2002    |           |                                   |                                                        | Quai au Bois de Construction 1-5 |                             | 2043-0625/0   | |
| 132 | Ensemble de maisons traditionnelles | 15 juin 2000       |           |                                   |                                                        | Rue de la Violette 10-12, Rue de la Violette 18-20 | 50° 50′ 43″ N, 4° 21′ 09″ E | 2043-0201/1   | |
| 133 | Ensemble de maisons traditionnelles | 11 septembre 2003  |           |                                   |                                                        | Rue de l'Etuve 65, Rue des Moineaux 18-20 | 50° 50′ 41″ N, 4° 20′ 58″ E | 2043-0640/0   | |
| 134 | Ensemble de maisons traditionnelles | 20 septembre 2001  |           |                                   |                                                        | Rue des Chapeliers 17-21 | 50° 50′ 46″ N, 4° 21′ 10″ E | 2043-0201/2   | |
| 135 | Ensemble de maisons traditionnelles | 11 septembre 2003  |           |                                   |                                                        | Rue des Grands Carmes 20-24 | 50° 50′ 44″ N, 4° 20′ 54″ E | 2043-0644/0   | |
| 136 | Ensemble de maisons traditionnelles (Impasse des Cadeaux et Impasse Saint-Nicolas)                                                         | 20 septembre 2001  |           |                                   | Architecture traditionnelle                            | Impasse des Cadeaux 1-3, Impasse Saint-Nicolas 1-5, Rue du Marché aux Herbes 8-20                                                                                                   | 50° 50′ 54″ N, 4° 21′ 07″ E | 2043-0550/0   | |
| 137 | Ensemble de maisons traditionnelles | 20 septembre 2001  |           |                                   | Architecture traditionnelle                            | Impasse des Métiers, Rue au Beurre 28-46 | 50° 50′ 52″ N, 4° 21′ 09″ E | 2043-0586/0   | |
| 138 | Ensemble de maisons traditionnelles | 3 avril 2003       |           |                                   | Architecture traditionnelle                            | Rue Bodenbroek 14-16 | 50° 50′ 27″ N, 4° 21′ 23″ E | 2043-0529/0   | |
| 139 | Ensemble de maisons traditionnelles | 20 septembre 2001  |           |                                   | Architecture traditionnelle                            | Rue Chair et Pain 1-7 | 50° 50′ 50″ N, 4° 21′ 10″ E | 2043-0570/0   | |
| 140 | Ensemble de maisons traditionnelles | 6 juin 2002        |           |                                   | Architecture traditionnelle                            | Rue de la Colline 2-10 | 50° 50′ 49″ N, 4° 21′ 14″ E | 2043-0588/0   | |
| 141 | Ensemble de maisons traditionnelles | 6 juin 2002        |           |                                   | Architecture traditionnelle                            | Rue de la Colline 5-17 | 50° 50′ 49″ N, 4° 21′ 14″ E | 2043-0587/0   | |
| 142 | Ensemble de maisons traditionnelles | 20 septembre 2001  |           |                                   | Architecture traditionnelle                            | Rue de l'Ecuyer 53, Rue des Dominicains 32-34 | 50° 50′ 55″ N, 4° 21′ 17″ E | 2043-0605/0   | |
| 143 | Ensemble de maisons traditionnelles | 26 juin 2003       |           |                                   | Architecture traditionnelle                            | Rue de l'Etuve 34-42 | 50° 50′ 46″ N, 4° 21′ 06″ E | 2043-0622/0   | |
| 144 | Ensemble de maisons traditionnelles | 13 novembre 2002   |           |                                   | Architecture traditionnelle                            | Rue des Chapeliers 16-24 | 50° 50′ 46″ N, 4° 21′ 10″ E | 2043-0606/0   | |
| 145 | Ensemble de maisons traditionnelles | 20 septembre 2001  |           |                                   | Architecture traditionnelle                            | Rue des Chapeliers 6-12 | 50° 50′ 46″ N, 4° 21′ 10″ E | 2043-0563/0   | |
| 146 | Ensemble de maisons traditionnelles | 6 juin 2002        |           |                                   | Architecture traditionnelle                            | Rue des Harengs 14-18 | 50° 50′ 49″ N, 4° 21′ 11″ E | 2043-0583/0   | |
| 147 | Ensemble de maisons traditionnelles | 13 décembre 2001   |           |                                   | Architecture traditionnelle                            | Rue de Tabora 5-7 | 50° 50′ 54″ N, 4° 21′ 06″ E | 2043-0589/0   | |
| 148 | Ensemble de maisons traditionnelles | 11 septembre 2003  |           |                                   | Architecture traditionnelle                            | Rue du Jardin des Olives 21, Rue de la Gouttière 15-19 | 50° 50′ 42″ N, 4° 20′ 52″ E | 2043-0621/0   | |
| 149 | Ensemble de maisons traditionnelles | 1er avril 2004     |           |                                   | Architecture traditionnelle                            | Rue du Marché au Charbon 35-39 |                             | 2043-0559/0   | |
| 150 | Ensemble de maisons traditionnelles | 11 septembre 2003  |           |                                   | Architecture traditionnelle                            | Rue du Marché au Charbon 87-89 |                             | 2043-0650/0   | |
| 151 | Ensemble de maisons traditionnelles | 13 décembre 2001   |           |                                   | Architecture traditionnelle                            | Rue du Marché aux Fromages 1-24 |                             | 2043-0581/0   | |
| 152 | Ensemble de maisons traditionnelles | 20 septembre 2001  |           |                                   | Architecture traditionnelle                            | Rue du Marché aux Herbes 7-11 |                             | 2043-0591/0   | |
| 153 | Ensemble de maisons traditionnelles | 27 mars 2003       |           |                                   | Architecture traditionnelle                            | Rue du Marché aux Herbes 82-84 |                             | 2043-0599/0   | |
| 154 | Ensemble de maisons traditionnelles | 17 juin 2010       |           |                                   | Architecture traditionnelle                            | Rue Haute 131-135 | 50° 50′ 19″ N, 4° 21′ 01″ E | 2043-0193/2   | |
| 155 | Ensemble de maisons traditionnelles | 1er avril 2004     |           |                                   | Classicisme                                            | Rue du Marché au Charbon 53-57 |                             | 2043-0647/0   | |
| 156 | Ensemble de maisons traditionnelles | 19 juillet 2001    |           |                                   | • Eclectisme • Architecture traditionnelle             | Rue de la Machoire, Rue Sainte-Catherine 26-42 | 50° 51′ 00″ N, 4° 20′ 52″ E | 2043-0608/0   | |
| 157 | Ensemble de maisons traditionnelles | 20 septembre 2001  |           |                                   | Architecture traditionnelle                            | Rue de la Fourche 1-3, Rue du Marché aux Herbes 22-50 | 50° 50′ 56″ N, 4° 21′ 14″ E | 2043-0546/0   | |
| 158 | Ensemble de maisons traditionnels | 20 septembre 2001  | 1600      |                                   | Architecture traditionnelle                            | Rue des Eperonniers 58-62 | 50° 50′ 43″ N, 4° 21′ 12″ E | 2043-0568/0   | |
| 159 | Ensemble de maisons traditionnelles (Maison du Char d'Or, Maison de la Lunette, Maison à la Rose, Maison du Léopard, Maison de Saint-Paul) | 20 septembre 2001  |           |                                   | Architecture traditionnelle                            | Rue du Marché aux Herbes 87-111 |                             | 2043-0544/0   | |
| 160 | Ensemble de maisons traditionnelles | 4 mars 2004        |           |                                   | Architecture traditionnelle                            | Rue du Marché au Charbon 62-66 |                             | 2043-0646/0   | |
| 161 | Ensemble de trois maisons traditionnelles                                                                                                  | 20 janvier 2005    |           |                                   |                                                        | Rue au Beurre 29-33 | 50° 50′ 51″ N, 4° 21′ 06″ E | 2043-0658/0   | |
| 162 | Ensemble de trois maisons traditionnelles                                                                                                  | 30 avril 2003      |           |                                   | • Néo-classique • Eclectisme                           | Rue des Grands Carmes 5-9 | 50° 50′ 44″ N, 4° 20′ 54″ E | 2043-0642/0   | |
| 163 | Ensemble de trois maisons traditionnelles                                                                                                  | 12 juin 2008       |           |                                   | Architecture traditionnelle                            | Rue de la Madeleine 23-27 | 50° 50′ 44″ N, 4° 21′ 17″ E | 2043-0788/0   | |
| 164 | Ensemble d'hôtels de maître éclectiques | 4 avril 1996       | 1875      |                                   | • Néo-classique • Eclectisme                           | Rue de Trèves 53-57 | 50° 50′ 28″ N, 4° 22′ 28″ E | 2043-0253/0   | |
| 165 | Ensemble d'hôtels de maître néo-classiques                                                                                                 | 19 juillet 2001    | 1832-1850 | Mélot                             | Néo-classique                                          | Rue aux Laines 1-9 | 50° 50′ 17″ N, 4° 21′ 20″ E | 2043-0453/0   | |
| 166 | Ensemble d'immeubles de rapport "Art nouveau"                                                                                              | 22 décembre 2005   | 1910      | Jean Michiels                     | Art Nouveau                                            | Rue de Laeken 171-177 | 50° 51′ 11″ N, 4° 21′ 05″ E | 2043-0672/0   | |
| 167 | Ensemble d'immeubles néo-classiques | 4 avril 1996       |           |                                   | Néo-Classicisme                                        | Rue Montoyer 26-28 | 50° 50′ 30″ N, 4° 22′ 06″ E | 2043-0261/0   | |
| 168 | Ensemble formé par la porte Saint-Roch et la rue de la Cigogne                                                                             | 7 décembre 1984    |           |                                   |                                                        | Rue du Rempart des Moines 21-23, Rue de la Cigogne 1-17 |                             | 2043-0094/0   | |
| 169 | Établissement Au Suisse | 17 février 2011    | 1882      |                                   | • Modernisme • Néo-classique                           | Boulevard Anspach 73-75 | 50° 50′ 48″ N, 4° 20′ 53″ E | 2043-0735/0   | |
| 170 | Extension de l'Hôtel Van Eetvelde | 21 juin 1971       | 1899-1900 | Victor Horta                      | Art Nouveau                                            | Avenue Palmerston 2 | 50° 50′ 50″ N, 4° 22′ 49″ E | 2043-0028/0   | |
| 171 | Familistère Godin | 8 août 1988        | 1887      |                                   | Eclectisme                                             | Quai des Usines 156-157 | 50° 52′ 42″ N, 4° 22′ 04″ E | 2043-0150/0   | |
| 172 | Ferme des Boues | 15 janvier 1998    | 1901-1904 | Henri Van Dievoet                 | Eclectisme                                             | Quai de Willebroeck 22, Quai de la Voirie 1 | 50° 51′ 41″ N, 4° 21′ 02″ E | 2043-0398/0   | |
| 173 | Figuier commun (Ficus carica) | 10 mars 2005       |           |                                   |                                                        | Rue Léopold 9 | 50° 50′ 57″ N, 4° 21′ 17″ E | 2043-0704/0   | |
| 174 | Fondation universitaire | 16 juillet 2015    | 1870      | Eugène Flanneau                   | Art Déco                                               | Rue du Champ de Mars 30-32, Rue d'Egmont 9-11 |                             | 2043-0755/0   | |
| 175 | Fontaine Le Cracheur | 10 octobre 2002    |           |                                   | Renaissance                                            | Rue des Pierres 57 | 50° 50′ 48″ N, 4° 21′ 04″ E | 2043-0624/0   | |
| 176 | Galerie Bortier et ancien marché de la Madeleine                                                                                           | 26 septembre 1996  | 1847-1848 | Jean-Pierre Cluysenaar            |                                                        | Rue Saint-Jean 21, Rue Duquesnoy 14, Rue de la Madeleine 55-57 | 50° 50′ 40″ N, 4° 21′ 17″ E | 2043-0308/0   | |
| 177 | Galerie Ravenstein | 3 mars 2011        | 1954-1958 | Alexis Dumont                     | Modernisme                                             | Cantersteen 3-9, Galerie Ravenstein 1-78, Rue Ravenstein 6-24 | 50° 50′ 45″ N, 4° 21′ 30″ E | 2043-0391/0   | |
| 178 | Galeries Royales Saint-Hubert | 19 novembre 1986   | 1846-1847 | Jean-Pierre Cluysenaar            |                                                        | Rue des Bouchers 38-46, Rue de la Montagne 2, Rue des Dominicains 13-17, Rue des Bouchers 43-45, Rue de l'Écuyer 71-75, Rue du Marché aux Herbes 90                                 | 50° 50′ 52″ N, 4° 21′ 18″ E | 2043-0116/0   | |
| 179 | Gare Centrale | 16 mars 1995       | 1937      | Victor Horta                      | Fonctionnalisme                                        | Cantersteen, Boulevard de l'Impératrice | 50° 50′ 45″ N, 4° 21′ 30″ E | 2043-0368/0   | |
| 180 | Grand-Place - assise | 7 novembre 2002    |           |                                   |                                                        | Grand-Place | 50° 50′ 48″ N, 4° 21′ 09″ E | 2043-0065/00  | |
| 181 | Greenwich | 29 juin 2000       | 1914-1916 |                                   | Eclectisme                                             | Rue des Chartreux 5-7 | 50° 50′ 56″ N, 4° 20′ 50″ E | 2043-0335/0   | |
| 182 | Halles America | 29 janvier 1998    | 1921-1926 | Jacques Obozinski                 | Art Déco                                               | Boulevard de Dixmude 21-29 | 50° 51′ 25″ N, 4° 20′ 48″ E | 2043-0389/0   | |
| 183 | Halles des Producteurs | 29 janvier 1998    | 1924      | Arthur Fran                       | Beaux-Arts                                             | Boulevard du Neuvième de Ligne 39-43, Boulevard d'Ypres 68-80, Boulevard de Dixmude 6-22                                                                                            |                             | 2043-0405/0   | |
| 184 | Halte Congrès et jardin public | 13 avril 1995      | 1948-1953 | Maxime Brunfaut                   |                                                        | Boulevard Pacheco | 50° 51′ 03″ N, 4° 21′ 41″ E | 2043-0372/0   | |
| 185 | "Hier ist in den Kater en de Kat" | 15 octobre 1992    | 1874      | Henri Beyaert                     | Néo-Renaissance flamande                               | Boulevard Adolphe Max 1-3 | 50° 51′ 12″ N, 4° 21′ 20″ E | 2043-0227/0   | |
| 186 | Hospice Pachéco | 4 novembre 1975    | 1924-1927 | H.L.F. Partoes                    | Néo-classique                                          | Rue du Grand Hospice 7 | 50° 51′ 15″ N, 4° 21′ 00″ E | 2043-0043/0   | |
| 187 | Hôtel Astoria | 21 septembre 2000  | 1908-1909 | Henri Van Dievoet                 | Beaux-Arts                                             | Rue Royale 101-103 | 50° 51′ 10″ N, 4° 21′ 56″ E | 2043-0539/0   | |
| 188 | Hôtel Brugmann | 28 janvier 1993    | 1902-1903 | Henri Maquet                      | Eclectisme                                             | Boulevard du Regent 31-33 | 50° 50′ 31″ N, 4° 21′ 59″ E | 2043-0240/0   | |
| 189 | Hôtel Cardon | 26 juin 2003       |           |                                   | Néo-classique                                          | Quai au Bois à brûler 63 | 50° 51′ 12″ N, 4° 20′ 51″ E | 2043-0630/0   | |
| 190 | Hôtel de Beaufort | 19 juillet 2001    |           |                                   | Louis XV                                               | Rue aux Laines 17 | 50° 50′ 18″ N, 4° 21′ 18″ E | 2043-0533/0   | |
| 191 | Hôtel De Brouckère | 4 décembre 1997    | 1900      | Octave Van Rysselberghe           | Art Nouveau                                            | Rue Jacques Jordaens 34 | 50° 49′ 15″ N, 4° 22′ 07″ E | 2043-0513/0   | |
| 192 | Hôtel de France | 8 août 1988        | 1779      | Barnabé Guimard                   | Classicisme                                            | Rue Royale 52 | 50° 50′ 44″ N, 4° 21′ 41″ E | 2043-0129/0   | |
| 193 | Hôtel de Lannoy | 19 juillet 2001    | 1762      |                                   | Classicisme                                            | Rue aux Laines 13 | 50° 50′ 18″ N, 4° 21′ 20″ E | 2043-0516/0   | |
| 194 | Hôtel de maître de style Louis XV | 20 janvier 2005    |           |                                   | Louis XV                                               | Rue du Fosse aux Loups 32 | 50° 51′ 02″ N, 4° 21′ 17″ E | 2043-0679/0   | |
| 195 | Hôtel de maître néo-classique | 15 mai 1997        | 1856      | C. Goevaert                       | Néo-classique                                          | Rue de la Loi 65 | 50° 50′ 39″ N, 4° 22′ 28″ E | 2043-0263/0   | |
| 196 | Hôtel de maître néo-classique | 4 avril 1996       | 1866-1870 |                                   | Néo-classique                                          | Rue d'Arlon 92 | 50° 50′ 34″ N, 4° 22′ 26″ E | 2043-0265/0   | |
| 197 | Hôtel de maître néo-classique | 4 avril 1996       | 1870      | C. Goevaert                       | Néo-classique                                          | Rue de la Loi 91 | 50° 50′ 37″ N, 4° 22′ 35″ E | 2043-0252/0   | |
| 198 | Hôtel de maître néo-classique | 29 novembre 2012   | 1873-1875 |                                   | • Eclectisme • Néo-classique                           | Place du Petit Sablon 14 | 50° 50′ 21″ N, 4° 21′ 22″ E | 2043-0874/0   | |
| 199 | Hôtel de maître néo-classique | 20 octobre 1994    | 1880      |                                   | Néo-Classicisme                                        | Rue de la Loi 70 | 50° 50′ 41″ N, 4° 22′ 23″ E | 2043-0250/0   | |
| 200 | Hôtel de maître néo-classique | 19 avril 1977      |           |                                   | Néo-classique                                          | Rue du Marais 55 | 50° 51′ 06″ N, 4° 21′ 35″ E | 2043-0064/0   | |
| 201 | Hôtel de Merode-Westerloo | 17 avril 1997      | 1618      |                                   | Architecture traditionnelle                            | Rue aux Laines 23 | 50° 50′ 15″ N, 4° 21′ 15″ E | 2043-0433/0   | |
| 202 | Hôtel Deprez-Van de Velde | 21 juin 1971       | 1895-1897 | Victor Horta                      | Art Nouveau                                            | Rue Boduognat 14, Avenue Palmerston 3 | 50° 50′ 47″ N, 4° 22′ 50″ E | 2043-0029/0   | |
| 203 | Hôtel de Roest d'Alkemade | 25 juin 1992       | 1715      |                                   | Baroque                                                | Rue des Grands Carmes 16-18 | 50° 50′ 44″ N, 4° 20′ 54″ E | 2043-0174/0   | |
| 204 | Hôtel de ville de Bruxelles | 9 mars 1936        | 1402-1410 | Jacob Van Thienen                 | Gothique                                               | Grand-Place | 50° 50′ 48″ N, 4° 21′ 09″ E | 2043-0009/0   | |
| 205 | Hôtel Dewez | 13 février 1992    | 1660-1670 | Laurent-Benoit Dewez              | Néo-Classicisme                                        | Rue de Laeken 73-75 | 50° 51′ 11″ N, 4° 21′ 06″ E | 2043-0171/0   | |
| 206 | Hôtel van Eetvelde | 18 novembre 1976   | 1895-1897 | Victor Horta                      | Art Nouveau                                            | Avenue Palmerston 4-6 | 50° 50′ 48″ N, 4° 22′ 51″ E | 2043-0058/0   | |
| 207 | Hôtel Errera | 8 décembre 1983    | 1779      | Barnabé Guimard                   | Néo-classique                                          | Rue Royale 14 | 50° 50′ 38″ N, 4° 21′ 38″ E | 2043-0084/1   | |
| 208 | Hôtel G. Hele - Maison de la Francité | 15 juillet 1993    | 1850-1853 |                                   | • Éclectisme • Néo-classique                           | Rue Joseph II 18 | 50° 50′ 47″ N, 4° 22′ 14″ E | 2043-0288/0   | |
| 209 | Hôtel Jamaer | 8 août 1988        | 1876      | Victor Jamaer                     | Éclectisme                                             | Avenue de Stalingrad 62 | 50° 50′ 27″ N, 4° 20′ 38″ E | 2043-0135/0   | |
| 210 | Hôtel Malou | 4 avril 1996       | 1856      | C. Goevaert                       | Néo-classique                                          | Rue Montoyer 61 | 50° 50′ 26″ N, 4° 22′ 20″ E | 2043-0264/0   | |
| 211 | Hôtel Ories ou Maison hanséatique | 14 juillet 1994    | 1711      |                                   | Louis XIV                                              | Quai au Bois de Construction 9 | 50° 51′ 19″ N, 4° 20′ 47″ E | 2043-0104/0   | |
| 212 | Hôtel Otlet | 6 mai 1984         | 1894      | Octave Van Rysselberghe           | Art Nouveau                                            | Rue de Florence 13, Rue de Livourne 48 | 50° 49′ 47″ N, 4° 21′ 35″ E | 2043-0088/0   | |
| 213 | Hôtel Ravenstein | 27 septembre 1937  |           |                                   | • Renaissance • Gothique                               | Rue Ravenstein 1-3 | 50° 50′ 44″ N, 4° 21′ 33″ E | 2043-0014/0   | |
| 214 | Hôtel Tassel | 18 novembre 1976   | 1905      | Victor Horta                      | Art Nouveau                                            | Rue Paul Emile Janson 6 | 50° 49′ 40″ N, 4° 21′ 43″ E | 2043-0059/0   | |
| 215 | Hôtel Wielemans et son jardin | 22 septembre 1994  | 1925      | Adrien Blomme                     | Art Déco                                               | Rue Defacqz 14 | 50° 49′ 43″ N, 4° 21′ 40″ E | 2043-0294/0   | |
| 216 | Immeuble à appartements Art nouveau | 22 décembre 2005   | 1909      | Paul Vizzavona                    | Art Nouveau                                            | Rue du Lombard 30-32 | 50° 50′ 47″ N, 4° 20′ 57″ E | 2043-0727/0   | |
| 217 | Immeuble d'angle néo-classique | 8 août 1988        | 1850-1852 | Joseph Poelaert                   | • Néo-Classicisme • Néo-Renaissance italienne          | Rue Royale 146-148, Rue de Ligne 49-51, Place du Congrès 1 | 50° 51′ 10″ N, 4° 21′ 56″ E | 2043-0141/0   | |
| 218 | Immeuble de rapport Art nouveau | 3 juin 1993        | 1905      | Paul Hamesse                      | Art Nouveau                                            | Rue du Lombard 5-9 | 50° 50′ 46″ N, 4° 20′ 57″ E | 2043-0237/0   | |
| 219 | Immeuble de rapport Art nouveau | 26 janvier 1995    | 1907-1912 | Paul Hamesse                      | Art Nouveau                                            | Rue de l'Ecuyer 47-47A | 50° 50′ 58″ N, 4° 21′ 12″ E | 2043-0289/0   | |
| 220 | Immeuble de rapport classique | 28 avril 1994      | 1873      | L. Van Autgaerden                 | Classicisme                                            | Boulevard Adolphe Max 142-144 | 50° 51′ 12″ N, 4° 21′ 20″ E | 2043-0230/0   | |
| 221 | Immeuble de rapport éclectique | 28 avril 1994      | 1872      | Auguste Schoy                     | Eclectisme                                             | Boulevard Maurice Lemonnier 175 | 50° 50′ 30″ N, 4° 20′ 32″ E | 2043-0225/0   | |
| 222 | Immeuble de rapport éclectique | 28 avril 1994      | 1872      | Félix Laureys                     | Eclectisme                                             | Boulevard Adolphe Max 11-17 | 50° 51′ 12″ N, 4° 21′ 20″ E | 2043-0228/0   | |
| 223 | Immeuble de rapport éclectique | 28 avril 1994      | 1872      | Gédéon Bordiau                    | • Néo-baroque • Eclectisme                             | Rue du Marché aux Poulets 16-20, Boulevard Anspach 59-61 |                             | 2043-0221/0   | |
| 224 | Immeuble de rapport éclectique | 28 avril 1994      | 1874      | Émile Janlet                      | Eclectisme                                             | Boulevard Anspach 78 | 50° 50′ 55″ N, 4° 21′ 00″ E | 2043-0222/0   | |
| 225 | Immeuble de rapport éclectique | 28 avril 1994      | 1874      | Émile Janlet                      | Eclectisme                                             | Place de Brouckère 37-39 | 50° 51′ 06″ N, 4° 21′ 11″ E | 2043-0223/0   | |
| 226 | Immeuble « Le Printemps » | 28 avril 1994      | 1875      | Adolphe Vanderheggen              |                                                        | Boulevard Adolphe Max 28-34 | 50° 51′ 12″ N, 4° 21′ 20″ E | 2043-0229/0   | |
| 227 | Immeuble de rapport éclectique | 28 avril 1994      | 1875      | Émile Janlet                      | Eclectisme                                             | Boulevard Maurice Lemonnier 80-84 | 50° 50′ 25″ N, 4° 20′ 28″ E | 2043-0224/0   | |
| 228 | Immeuble de rapport éclectique | 9 février 1995     | 1875      | Migevant                          | Eclectisme                                             | Boulevard Maurice Lemonnier 105-109 | 50° 50′ 25″ N, 4° 20′ 28″ E | 2043-0298/0   | |
| 229 | Immeuble de rapport éclectique | 8 août 1988        | 1876      | A. Mennessier                     | Eclectisme                                             | Rue Royale 25-27 | 50° 51′ 10″ N, 4° 21′ 56″ E | 2043-0128/0   | |
| 230 | Immeuble Leverhouse | 19 avril 1977      | 1850-1852 | Jean-Pierre Cluysenaar            | Eclectisme                                             | Rue Royale 150-152, Place du Congrès 2 | 50° 51′ 10″ N, 4° 21′ 56″ E | 2043-0066/0   | |
| 231 | Immeubles d'angle éclectiques | 29 novembre 1983   | 1876-1878 | Wynand Janssens                   |                                                        | Rue Royale 75-77, Rue du Congrès 1-2 | 50° 51′ 10″ N, 4° 21′ 56″ E | 2043-0082/0   | |
| 232 | Impasse Vanhoeter | 6 novembre 2003    | 1848      |                                   | Architecture traditionnelle                            | Quai au Foin 15, Impasse Vanhoeter 1-10 | 50° 51′ 20″ N, 4° 21′ 03″ E | 2043-0638/0   | |
| 233 | Inscription murale | 19 mars 2015       |           |                                   |                                                        | Rue Roger Van der Weyden 25-27 | 50° 50′ 32″ N, 4° 20′ 36″ E | 2043-0875/0   | |
| 234 | Institut Diderot - Athénée Funck-André | 19 février 1998    | 1910      | Henri Jacobs                      | Art Nouveau                                            | Rue des Capucins 58 | 50° 50′ 16″ N, 4° 20′ 54″ E | 2043-0515/0   | |
| 235 | Institut royal du patrimoine artistique (IRPA)                                                                                             | 29 novembre 2007   | 1962      | Charles Rimanque                  | Fonctionnalisme                                        | Parc du Cinquantenaire 1 | 50° 50′ 29″ N, 4° 23′ 28″ E | 2043-0771/0   | |
| 236 | Institut Solvay | 8 août 1988        | 1901-1902 | Constant Bosmans                  |                                                        | Parc Léopold |                             | 2043-0146/0   | |
| 237 | Jardin d'enfants n° 4 | 16 mars 1995       | 1903-1908 | Fernand Symons                    | Art Nouveau                                            | Rue Locquenghien 16 | 50° 51′ 13″ N, 4° 20′ 40″ E | 2043-0334/0   | |
| 238 | Jardin d'enfants | 30 mars 1976       | 1897-1899 | Victor Horta                      | Art Nouveau                                            | Rue Saint-Ghislain 40 | 50° 50′ 21″ N, 4° 20′ 52″ E | 2043-0055/0   | |
| 239 | Jardin de sculptures du Musée royal des Beaux-Arts                                                                                         | 17 septembre 1998  |           |                                   |                                                        | Rue de la Régence | 50° 50′ 19″ N, 4° 21′ 17″ E | 2043-0346/0   | |
| 240 | Jardin du Roi | 18 novembre 1976   |           |                                   |                                                        | Rue de Belle Vue, Rue du Buisson, Avenue Louise | 50° 49′ 12″ N, 4° 22′ 17″ E | 2043-0056/0   | |
| 241 | Jardins de l'Hospice Pachéco | 3 juillet 1997     |           |                                   |                                                        | Rue du Grand Hospice 7, Rue du Canal | 50° 51′ 15″ N, 4° 21′ 00″ E | 2043-0350/0   | |
| 242 | La Balance | 10 mars 1994       | 1704      |                                   | Baroque                                                | Rue de la Colline 24 | 50° 50′ 47″ N, 4° 21′ 12″ E | 2043-0177/0   | |
| 243 | La Bourse - Maison des Ducs de Brabant | 7 novembre 2002    | 1696      |                                   | Baroque                                                | Grand-Place 19 | 50° 50′ 47″ N, 4° 21′ 12″ E | 2043-0065/019 | |
| 244 | La Brouette | 7 novembre 2002    | 1696-1697 | Jan Cosyn                         | Baroque                                                | Grand-Place 2-3 | 50° 50′ 48″ N, 4° 21′ 09″ E | 2043-0065/002 | |
| 245 | Maison de la Colline | 7 novembre 2002    |           |                                   | Baroque                                                | Grand-Place 18 | 50° 50′ 48″ N, 4° 21′ 09″ E | 2043-0065/018 | |
| 246 | La Couronne d'Espagne | 26 avril 1989      |           |                                   | Architecture traditionnelle                            | Place de la Vieille Halle aux Blés | 50° 50′ 39″ N, 4° 21′ 08″ E | 2043-0160/0   | |
| 247 | La Fleur en Papier Doré | 3 juillet 1997     |           |                                   | Architecture traditionnelle                            | Rue des Alexiens 53-55 | 50° 50′ 33″ N, 4° 21′ 06″ E | 2043-0451/0   | |
| 248 | Maison de la Fortune - Maison des Ducs de Brabant                                                                                          | 7 novembre 2002    | 1696-1697 |                                   | Baroque                                                | Grand-Place 15 | 50° 50′ 48″ N, 4° 21′ 09″ E | 2043-0065/015 | |
| 249 | Maison de la Louve | 7 novembre 2002    | 1691-1693 | Pieter Herbosch                   | Baroque                                                | Grand-Place 5 | 50° 50′ 49″ N, 4° 21′ 07″ E | 2043-0065/005 | |
| 250 | La Maison des Brasseurs | 7 novembre 2002    | 1698      |                                   | Baroque                                                | Grand-Place 10 | 50° 50′ 47″ N, 4° 21′ 09″ E | 2043-0065/010 | |
| 251 | L'Âne | 7 novembre 2002    | 1695      |                                   | Baroque                                                | Grand-Place 39 | 50° 50′ 50″ N, 4° 21′ 08″ E | 2043-0065/039 | |
| 252 | L'Ange | 7 novembre 2002    | 1695      |                                   | Néo-baroque                                            | Grand-Place 23 | 50° 50′ 48″ N, 4° 21′ 12″ E | 2043-0065/023 | |
| 253 | La Renommée - Maison des Ducs de Brabant                                                                                                   | 7 novembre 2002    | 1696-1697 |                                   | Baroque                                                | Grand-Place 13 | 50° 50′ 47″ N, 4° 21′ 12″ E | 2043-0065/013 | |
| 254 | La Rose | 7 novembre 2002    | 1702      |                                   | Baroque                                                | Grand-Place 11 | 50° 50′ 46″ N, 4° 21′ 09″ E | 2043-0065/011 | |
| 255 | Le Cerf | 7 novembre 2002    | 1710      | F. Vandeneynde                    | Néo-baroque                                            | Grand-Place 20 | 50° 50′ 48″ N, 4° 21′ 12″ E | 2043-0065/020 | |
| 256 | Le Cheval Marin | 20 novembre 2003   | 1680      |                                   | Renaissance                                            | Quai aux Briques 90, Rue du Marché aux Porcs 23 | 50° 51′ 12″ N, 4° 20′ 47″ E | 2043-0460/0   | |
| 257 | Le Cornet | 7 novembre 2002    | 1696-1697 | Antoon Pastorana                  | Baroque                                                | Grand-Place 6 | 50° 50′ 49″ N, 4° 21′ 06″ E | 2043-0065/006 | |
| 258 | Le Cornet | 30 mars 1976       | 1696      |                                   | Baroque                                                | Place de la Vieille Halle aux Blés 31 |                             | 2043-0054/0   | |
| 259 | Le Cygne | 7 novembre 2002    | 1698      | Corneille Van Nerven              | Baroque                                                | Grand-Place 9 | 50° 50′ 47″ N, 4° 21′ 09″ E | 2043-0065/009 | |
| 260 | Le Heaume | 7 novembre 2002    | 1695      | Pierre Van Dievoet                | Baroque                                                | Grand-Place 34 | 50° 50′ 50″ N, 4° 21′ 09″ E | 2043-0065/034 | |
| 261 | Le Moulin à vent - Les Ducs de Brabant | 7 novembre 2002    | 1696-1697 |                                   | Baroque                                                | Grand-Place 16 | 50° 50′ 48″ N, 4° 21′ 09″ E | 2043-0065/016 | |
| 262 | Le Paon | 7 novembre 2002    | 1697      |                                   | Baroque                                                | Grand-Place 35 | 50° 50′ 50″ N, 4° 21′ 09″ E | 2043-0065/035 | |
| 263 | Le Petit Renard et le Chêne | 7 novembre 2002    | 1696      |                                   | Baroque                                                | Grand-Place 36-37 | 50° 50′ 48″ N, 4° 21′ 09″ E | 2043-0065/036 | |
| 264 | Le Pigeon | 7 novembre 2002    | 1697      | Simon                             | Baroque                                                | Grand-Place 26 | 50° 50′ 48″ N, 4° 21′ 11″ E | 2043-0065/026 | |
| 265 | Le Pot d'étain - Maison des Ducs de Brabant                                                                                                | 7 novembre 2002    | 1696-1697 |                                   | Baroque                                                | Grand-Place 17 | 50° 50′ 48″ N, 4° 21′ 09″ E | 2043-0065/017 | |
| 266 | Le Renard | 7 novembre 2002    | 1697-1700 |                                   | Baroque                                                | Grand-Place 7 | 50° 50′ 49″ N, 4° 21′ 06″ E | 2043-0065/007 | |
| 267 | Maison de l'Ermitage - Maison des Ducs de Brabant                                                                                          | 7 novembre 2002    | 1696-1697 |                                   | Baroque                                                | Grand-Place 14 | 50° 50′ 46″ N, 4° 21′ 11″ E | 2043-0065/014 | |
| 268 | Le Roi d'Espagne ou la maison des Boulangers                                                                                               | 7 novembre 2002    | 1900-1902 |                                   | Néo-baroque                                            | Grand-Place 1 | 50° 50′ 50″ N, 4° 21′ 07″ E | 2043-0065/001 | |
| 269 | Royal Étrier belge (manège) | 24 janvier 2008    | 1929      | Gaston Ide                        | Art Déco                                               | Champ du Vert Chasseur 19-20 | 50° 48′ 09″ N, 4° 22′ 36″ E | 2043-0741/0   | |
| 270 | Auberge du Roy d'Espagne (Sablon) | 10 avril 1967      | 1601      |                                   | Architecture traditionnelle                            | Rue aux Laines, Place du Petit Sablon 9 | 50° 50′ 17″ N, 4° 21′ 20″ E | 2043-0027/0   | |
| 271 | L'Étoile | 7 novembre 2002    | 1896-1897 |                                   | Néo-baroque                                            | Grand-Place 8 | 50° 50′ 47″ N, 4° 21′ 07″ E | 2043-0065/008 | |
| 272 | Magasin Arthur Orlans | 31 janvier 2013    | 1882      |                                   | • Néo-Classicisme • Néo-éclectique                     | Rue Antoine Dansaert 67-69 | 50° 51′ 05″ N, 4° 20′ 41″ E | 2043-0738/1   | |
| 273 | Maison Art nouveau | 9 février 2006     | 1899      | Georges Hobé                      | Art Nouveau                                            | Square Ambiorix 50 | 50° 50′ 51″ N, 4° 22′ 55″ E | 2043-0725/0   | |
| 274 | Maison Art nouveau | 2 juillet 1998     | 1898      | Armand Van Waesberghe             | Art Nouveau                                            | Rue Philippe le Bon 55 | 50° 50′ 51″ N, 4° 22′ 38″ E | 2043-0514/0   | |
| 275 | Maison Art nouveau | 28 avril 1994      | 1899      | Ernest Blerot                     | Art Nouveau                                            | Boulevard Maurice Lemonnier 216 | 50° 50′ 24″ N, 4° 20′ 29″ E | 2043-0243/0   | |
| 276 | Maison Art nouveau | 30 mars 2006       | 1899      | Gustave Strauven                  | Art Nouveau                                            | Rue Saint-Quentin 30 | 50° 50′ 43″ N, 4° 22′ 51″ E | 2043-0722/0   | |
| 277 | Maison Art nouveau | 30 mars 2006       | 1899      | Gustave Strauven                  | Art Nouveau                                            | Rue Saint-Quentin 32 | 50° 50′ 43″ N, 4° 22′ 51″ E | 2043-0723/0   | |
| 278 | Maison Art nouveau | 5 juillet 2007     | 1899      | Victor Taelemans                  | Art Nouveau                                            | Avenue Michel-Ange 80 | 50° 50′ 39″ N, 4° 23′ 13″ E | 2043-0724/0   | |
| 279 | Maison Art nouveau | 28 février 1991    | 1900      | Josse Van Kriekinge               | Art Nouveau                                            | Rue du Cardinal 46 | 50° 50′ 54″ N, 4° 22′ 45″ E | 2043-0121/0   | |
| 280 | Maison Dewindt | 9 février 2006     | 1901      | Léon Delune                       | Art Nouveau                                            | Rue des Eburons 52 | 50° 50′ 53″ N, 4° 22′ 52″ E | 2043-0746/0   | |
| 281 | Maison Art nouveau | 30 mars 2006       | 1902      | Gustave Strauven                  | Art Nouveau                                            | Rue de l'Abdication 4 | 50° 51′ 00″ N, 4° 23′ 11″ E | 2043-0726/0   | |
| 282 | Maison Taelemans | 8 août 1988        | 1902      | Victor Taelemans                  | Art Nouveau                                            | Rue Philippe le Bon 70 | 50° 50′ 51″ N, 4° 22′ 37″ E | 2043-0143/0   | |
| 283 | Maison Art nouveau | 13 décembre 1990   | 1905      | Ernest Delune                     | Art Nouveau                                            | Rue du Lac 52-54 | 50° 49′ 25″ N, 4° 22′ 12″ E | 2043-0188/0   | |
| 284 | Maison Art nouveau | 8 août 1988        | 1909      | Paul Saintenoy                    | Art Nouveau                                            | Rue du Taciturne 34 | 50° 50′ 40″ N, 4° 22′ 44″ E | 2043-0142/0   | |
| 285 | Maison Auguste Van Hamme | 31 août 1982       | 1907      | A. Dierickx                       | Beaux-Arts                                             | Avenue Marnix 21 | 50° 50′ 22″ N, 4° 21′ 53″ E | 2043-0076/0   | |
| 286 | Maison Baes | 8 septembre 1994   | 1888      | Jean Baes                         | Eclectisme                                             | Rue Van Moer 12 | 50° 50′ 21″ N, 4° 21′ 15″ E | 2043-0327/0   | |
| 287 | Maison Breugel | 13 février 1967    |           |                                   | Architecture traditionnelle                            | Rue Haute 132 | 50° 50′ 21″ N, 4° 21′ 03″ E | 2043-0024/1   | |
| 288 | Hôtel de Ligne | 8 août 1988        | 1779      | Barnabé Guimard                   | Classicisme                                            | Rue Royale 70-72-74 | 50° 51′ 10″ N, 4° 21′ 56″ E | 2043-0130/0   | |
| 289 | Maison classique | 8 août 1988        | 1779      | Barnabé Guimard                   | Classicisme                                            | Rue Royale 76-78 | 50° 50′ 50″ N, 4° 21′ 44″ E | 2043-0131/0   | |
| 290 | Maison de la Bellone | 3 août 1956        | 1697      | Jan Cosyn                         | Baroque                                                | Rue de Flandre 46 | 50° 51′ 05″ N, 4° 20′ 46″ E | 2043-0021/0   | |
| 291 | Maison de maître néo-classique | 28 mars 1996       | 1860      | H.L.F. Partoes                    | Néo-Classicisme                                        | Square de Meeus 4 | 50° 50′ 22″ N, 4° 22′ 06″ E | 2043-0318/0   | |
| 292 | Maison de maître néo-classique | 28 mars 1996       | 1860      | C. Carpentier                     | • Néo-Classicisme • Eclectisme                         | Square De Meeus 28 | 50° 50′ 26″ N, 4° 22′ 14″ E | 2043-0320/0   | |
| 293 | Maison de la Chaloupe d'Or (Maison des Tailleurs)                                                                                          | 7 novembre 2002    | 1697      | Guillaume de Bruyn                | Baroque                                                | Grand-Place 24-25 | 50° 50′ 48″ N, 4° 21′ 09″ E | 2043-0065/024 | |
| 294 | Maison de style Louis XV | 18 mars 2004       |           |                                   | Louis XV                                               | Rue de Flandre 8 | 50° 51′ 02″ N, 4° 20′ 49″ E | 2043-0678/0   | |
| 295 | Maison double néo-gothique | 16 mars 1995       | 1901      | Jules Barbier                     | Néo-gothique                                           | Rue aux Laines, Rue du Grand Cerf 2-4 | 50° 50′ 17″ N, 4° 21′ 20″ E | 2043-0300/0   | |
| 296 | Maison double traditionnelle | 12 juin 2008       |           |                                   | Architecture traditionnelle                            | Rue de la Madeleine 27 | 50° 50′ 44″ N, 4° 21′ 16″ E | 2043-0770/0   | |
| 297 | Maison de Jacques-Louis David | 24 avril 1997      | 1819-1820 | Louis                             | Néo-classique                                          | Rue Leopold 5-7 | 50° 50′ 59″ N, 4° 21′ 18″ E | 2043-0239/0   | |
| 298 | Maison du Roi ou ancienne Halle au pain | 9 mars 1936        | 1873      | Victor Jamaer                     | Néo-gothique                                           | Grand-Place 29-33 | 50° 50′ 48″ N, 4° 21′ 09″ E | 2043-0010/0   | |
| 299 | Maison du Serment Saint-Georges | 16 octobre 1975    |           |                                   | Baroque                                                | Rue de Villers 43, Rue de Dinant 29 | 50° 50′ 36″ N, 4° 21′ 05″ E | 2043-0038/0   | |
| 300 | Maison éclectique | 8 août 1988        | 1880      | Alphonse Dumont                   | Eclectisme                                             | Rue de l'Association 26 | 50° 51′ 05″ N, 4° 21′ 58″ E | 2043-0138/0   | |
| 301 | Maison éclectique | 8 août 1988        | 1887      |                                   | • Eclectisme • Néo-Classicisme                         | Rue de l'Association 28 | 50° 51′ 05″ N, 4° 21′ 58″ E | 2043-0139/0   | |
| 302 | Maison éclectique | 28 mars 1996       | 1904      | G. Diaz                           | • Eclectisme • Art Nouveau                             | Rue du Luxembourg 15 | 50° 50′ 24″ N, 4° 22′ 04″ E | 2043-0316/0   | |
| 303 | Maison Frison | 21 avril 1994      | 1894      | Victor Horta                      | Art Nouveau                                            | Rue Lebeau 37 | 50° 50′ 33″ N, 4° 21′ 14″ E | 2043-0236/0   | |
| 304 | Maison de Joseph et Anne | 7 novembre 2002    | 1695      |                                   | Néo-baroque                                            | Grand-Place 21-22 | 50° 50′ 48″ N, 4° 21′ 09″ E | 2043-0065/021 | |
| 305 | Maison Kwachet | 2 juillet 1992     | 1901      | Gustave Strauven                  | Art Nouveau                                            | Rue Van Campenhout 51 | 50° 50′ 58″ N, 4° 23′ 14″ E | 2043-0087/01  | |
| 306 | Maison Le Chat | 11 septembre 1992  | 1697      |                                   | Classicisme                                            | Rue des Eperonniers 43, Rue du Marché aux Fromages 35 | 50° 50′ 44″ N, 4° 21′ 12″ E | 2043-0202/0   | |
| 307 | Maison néo-classique | 28 mars 1996       |           |                                   | • Néo-Classicisme • Eclectisme                         | Rue Joseph II 20 | 50° 50′ 47″ N, 4° 22′ 14″ E | 2043-0313/0   | |
| 308 | Maison néo-classique | 21 novembre 1975   | 1774-1776 | Claude Fisco                      | Néo-classique                                          | Rue aux Choux 19 | 50° 51′ 08″ N, 4° 21′ 24″ E | 2043-0050/0   | |
| 309 | Maison néo-classique | 21 novembre 1975   | 1774-1776 | Claude Fisco                      | Néo-classique                                          | Rue aux Choux 25 | 50° 51′ 08″ N, 4° 21′ 25″ E | 2043-0051/0   | |
| 310 | Maison néo-classique | 21 novembre 1975   | 1774-1776 | Claude Fisco                      | Néo-classique                                          | Rue d'Argent 30 | 50° 51′ 04″ N, 4° 21′ 21″ E | 2043-0046/0   | |
| 311 | Maison néo-classique | 21 novembre 1975   | 1774-1776 | Claude Fisco                      | Néo-classique                                          | Rue d'Argent 32 | 50° 51′ 04″ N, 4° 21′ 21″ E | 2043-0045/0   | |
| 312 | Maison néo-classique | 21 novembre 1975   | 1774-1776 | Claude Fisco                      | Néo-classique                                          | Rue d'Argent 34 | 50° 51′ 04″ N, 4° 21′ 22″ E | 2043-0044/0   | |
| 313 | Maison néo-classique | 21 novembre 1975   | 1774-1776 | Claude Fisco                      | Néo-classique                                          | Rue Saint-Michel 37 | 50° 51′ 07″ N, 4° 21′ 20″ E | 2043-0048/0   | |
| 314 | Maison néo-classique | 21 novembre 1975   | 1774-1776 | Claude Fisco                      | Néo-classique                                          | Rue Saint-Michel 39 | 50° 51′ 07″ N, 4° 21′ 21″ E | 2043-0049/0   | |
| 315 | Maison néo-classique | 17 novembre 2005   | 1824      |                                   | Néo-classique                                          | Place du Grand Sablon 37 | 50° 50′ 26″ N, 4° 21′ 15″ E | 2043-0697/0   | |
| 316 | Maison néo-classique | 3 juillet 2008     | 1826      | H.L.F. Partoes                    | Néo-classique                                          | Rue Marcq 7 | 50° 51′ 14″ N, 4° 20′ 55″ E | 2043-0776/0   | |
| 317 | Maison néo-classique | 28 mars 1996       | 1860      |                                   | Néo-Classicisme                                        | Rue Joseph II 34 | 50° 50′ 46″ N, 4° 22′ 19″ E | 2043-0314/0   | |
| 318 | Maison néo-classique | 27 octobre 2005    | 1867      |                                   | Néo-classique                                          | Rue Bodenbroek 10 | 50° 50′ 27″ N, 4° 21′ 23″ E | 2043-0706/0   | |
| 319 | Maison néo-classique | 1er septembre 2011 |           |                                   | Classicisme                                            | Place du Nouveau Marché aux Grains 31-32 |                             | 2043-0511/01  | |
| 320 | Maison néo-classique | 30 juin 1994       |           |                                   | Néo-Classicisme                                        | Rue d'Accolay 17 | 50° 50′ 34″ N, 4° 20′ 58″ E | 2043-0208/0   | |
| 321 | Maison néo-classique | 26 juin 2003       |           |                                   | Néo-Classicisme                                        | Rue de l'Etuve 59 | 50° 50′ 42″ N, 4° 20′ 58″ E | 2043-0556/0   | |
| 322 | Maison néo-classique | 27 octobre 2005    | 1840      |                                   | Néo-classique                                          | Rue Bodenbroek 8-8A |                             | 2043-0705/0   | |
| 323 | Maison néo-classique | 24 avril 1997      | 1892      | Albert Dumont                     | • Louis XV • Néo-classique                             | Rue de l'Ecuyer 34 | 50° 50′ 56″ N, 4° 21′ 17″ E | 2043-0238/0   | |
| 324 | Maison néo-classique | 19 avril 1977      |           |                                   | Néo-classique                                          | Rue du Marais 57 | 50° 51′ 07″ N, 4° 21′ 35″ E | 2043-0069/0   | |
| 325 | Maison néo-gothique | 8 août 1988        | 1887      | J. Picquet                        | Néo-gothique                                           | Rue de l'Association 32 | 50° 51′ 04″ N, 4° 21′ 58″ E | 2043-0140/0   | |
| 326 | Maison néo-Renaissance flamande | 5 décembre 2003    | 1899      |                                   | • Eclectisme • Néo-Renaissance flamande                | Rue Lebeau 55 | 50° 50′ 32″ N, 4° 21′ 14″ E | 2043-0661/0   | |
| 327 | Maison néo-Renaissance flamande | 8 août 1988        | 1877      | Henri Rieck                       | Néo-Renaissance flamande                               | Rue Royale 21-23 | 50° 51′ 10″ N, 4° 21′ 56″ E | 2043-0127/0   | |
| 328 | Maison néo-Renaissance | 8 août 1988        | 1840      | Jean-Pierre Cluysenaar            | Néo-Renaissance italienne                              | Rue Royale 79-81 | 50° 51′ 10″ N, 4° 21′ 56″ E | 2043-0132/0   | |
| 329 | Maison Néo-Renaissance | 8 août 1988        | 1876      | A. Mennessier                     | • Néo-Renaissance italienne • Néo-Renaissance flamande | Rue Royale 17-19 | 50° 51′ 10″ N, 4° 21′ 56″ E | 2043-0126/0   | |
| 330 | Maison Néo-Renaissance | 28 avril 1994      | 1898      | Albert Dumont                     | Néo-Renaissance                                        | Rue des Comédiens 24 | 50° 51′ 01″ N, 4° 21′ 32″ E | 2043-0232/0   | |
| 331 | Maison personnelle et atelier du peintre Cortvriendt                                                                                       | 29 janvier 1998    | 1900      | Léon Sneyers                      | Art Nouveau                                            | Rue de Nancy 6-8 | 50° 50′ 21″ N, 4° 20′ 51″ E | 2043-0273/0   | |
| 332 | Maison personnelle de l'architecte E. Ramaekers                                                                                            | 3 mai 2007         | 1899      | Edouard Ramaekers                 | • Art Nouveau • Néo-gothique                           | Rue le Corrège 35 | 50° 50′ 44″ N, 4° 23′ 12″ E | 2043-0745/0   | |
| 333 | Maison personnelle de l'architecte Gustave Strauven                                                                                        | 6 mai 2004         | 1905      | Gustave Strauven                  | Art Nouveau                                            | Rue Calvin 5, Rue Luther 28 | 50° 51′ 03″ N, 4° 23′ 06″ E | 2043-0553/0   | |
| 334 | Maison personnelle du sculpteur Pierre Braecke                                                                                             | 4 décembre 1997    | 1901-1903 | Victor Horta                      | Art Nouveau                                            | Rue de l'Abdication 31 | 50° 50′ 59″ N, 4° 23′ 12″ E | 2043-0470/0   | |
| 335 | Maison Saint-Cyr | 8 août 1988        | 1905      | Gustave Strauven                  | Art Nouveau                                            | Square Ambiorix 11 | 50° 50′ 52″ N, 4° 23′ 02″ E | 2043-0119/0   | |
| 336 | Maisons Art Nouveau | 22 avril 1999      | 1899      | Armand Van Waesberghe             | Art Nouveau                                            | Square Gutenberg 5-19 | 50° 50′ 55″ N, 4° 22′ 40″ E | 2043-0531/0   | |
| 337 | Maisons autour de la place des Barricades                                                                                                  | 8 août 1988        |           |                                   | Néo-Classicisme                                        | Rue de la Revolution, Place des Barricades 1-13 | 50° 51′ 04″ N, 4° 22′ 01″ E | 2043-0122/0   | |
| 338 | Maisons bordant la Grand-Place | 19 avril 1977      | 1698      |                                   | Baroque                                                | Grand-Place | 50° 50′ 48″ N, 4° 21′ 09″ E | 2043-0065/0   | |
| 339 | Maison Schott ou ancienne auberge Saint-Jean-Baptiste                                                                                      | 24 décembre 1958   | 1695      |                                   | Architecture traditionnelle                            | Rue du Chêne 27 | 50° 50′ 38″ N, 4° 21′ 05″ E | 2043-0023/0   | |
| 340 | Maisons de béguines | 8 août 1988        | 1823      | H.L.F. Partoes                    | Néo-Classicisme                                        | Rue du Béguinage 15-17 | 50° 51′ 08″ N, 4° 21′ 02″ E | 2043-0149/0   | |
| 341 | Maisons ouvrières néo-gothiques | 8 août 1988        | 1898      | G. Cochaux-Segard                 | Néo-gothique                                           | Rue Notre-Dame du Sommeil 56-58, Rue de la Poudrière 2-18 |                             | 2043-0144/0   | |
| 342 | Maisons traditionnelles | 5 mai 1994         |           |                                   | Architecture traditionnelle                            | Rue du Marché aux Porcs 11-13 |                             | 2043-0301/0   | |
| 343 | Maisons | 29 janvier 2015    |           |                                   |                                                        | Rue du Grand Hospice 24-30 | 50° 51′ 12″ N, 4° 21′ 05″ E | 2043-0114/2   | |
| 344 | Maison traditionnelle | 28 mai 2015        |           |                                   |                                                        | Rue des Renards 3 | 50° 50′ 13″ N, 4° 20′ 51″ E | 2043-0891/0   | |
| 345 | Maison traditionnelle | 8 décembre 1983    | 1769      |                                   | • Louis XV • Architecture traditionnelle               | Rue Montagne aux Herbes Potagères 11 | 50° 50′ 55″ N, 4° 21′ 23″ E | 2043-0083/0   | |
| 346 | Maison traditionnelle (Anc. Rég.) | 28 avril 1994      | 1600-1795 |                                   | Baroque flamand                                        | Rue Sainte-Catherine 18 | 50° 50′ 59″ N, 4° 20′ 53″ E | 2043-0287/0   | |
| 347 | Maison traditionnelle et maison arrière | 28 avril 1994      | 1600-1699 |                                   | Architecture traditionnelle                            | Rue Sainte-Catherine 12-14 | 50° 51′ 00″ N, 4° 20′ 52″ E | 2043-0286/0   | |
| 348 | Maison traditionnelle et son annexe | 11 septembre 2003  |           |                                   | Architecture traditionnelle                            | Rue du Bon Secours 9-11 | 50° 50′ 46″ N, 4° 20′ 53″ E | 2043-0485/01  | |
| 349 | Maison traditionnelle | 9 octobre 2003     |           |                                   | Architecture traditionnelle                            | Quai aux Pierres de Taille 20 | 50° 51′ 19″ N, 4° 21′ 01″ E | 2043-0633/0   | |
| 350 | Maison traditionnelle | 23 juillet 1992    | 1696      |                                   | Baroque                                                | Rue du Marché au Charbon 86, Rue des Grands Carmes 3 | 50° 50′ 44″ N, 4° 20′ 53″ E | 2043-0182/0   | |
| 351 | Maison traditionnelle | 9 mars 1995        |           |                                   | Architecture traditionnelle                            | Rue du Vieux Marché aux Grains 52 |                             | 2043-0331/0   | |
| 352 | Maison traditionnelle | 26 juin 2003       |           |                                   | Architecture traditionnelle                            | Rue de l'Etuve 63 | 50° 50′ 41″ N, 4° 20′ 58″ E | 2043-0557/0   | |
| 353 | Maison traditionnelle | 20 septembre 2001  |           |                                   | Architecture traditionnelle                            | Rue des Chapeliers 1-3 | 50° 50′ 46″ N, 4° 21′ 10″ E | 2043-0567/0   | |
| 354 | Maison traditionnelle | 11 septembre 2003  |           |                                   | Architecture traditionnelle                            | Rue des Grands Carmes 31-33 | 50° 50′ 44″ N, 4° 20′ 54″ E | 2043-0558/0   | |
| 355 | Maison traditionnelle | 17 novembre 2005   | 1567      |                                   | Architecture traditionnelle                            | Place du Grand Sablon 49 | 50° 50′ 30″ N, 4° 21′ 14″ E | 2043-0702/0   | |
| 356 | Maison traditionnelle | 15 mars 1983       | 1600-1700 |                                   | Architecture traditionnelle                            | Quai au Bois à brûler 33 | 50° 51′ 08″ N, 4° 20′ 54″ E | 2043-0079/0   | |
| 357 | Maison traditionnelle | 17 juin 2010       | 1600-1700 |                                   | Architecture traditionnelle                            | Rue Haute 233 | 50° 50′ 12″ N, 4° 20′ 53″ E | 2043-0795/0   | |
| 358 | Maison traditionnelle | 17 juin 2010       | 1600-1700 |                                   | • Baroque • Architecture traditionnelle                | Rue Haute 64-70 | 50° 50′ 19″ N, 4° 21′ 01″ E | 2043-0775/0   | |
| 359 | Maison traditionnelle | 20 septembre 2001  | 1695      |                                   | Baroque                                                | Rue des Bouchers 34 | 50° 50′ 52″ N, 4° 21′ 17″ E | 2043-0584/0   | |
| 360 | Maison traditionnelle | 20 septembre 2001  | 1696      |                                   | Architecture traditionnelle                            | Rue des Bouchers 67 | 50° 50′ 51″ N, 4° 21′ 20″ E | 2043-0590/0   | |
| 361 | Maison traditionnelle | 19 février 1998    | 1728      |                                   | Architecture traditionnelle                            | Place du Grand Sablon 4 | 50° 50′ 30″ N, 4° 21′ 16″ E | 2043-0311/0   | |
| 362 | Maison traditionnelle | 27 octobre 2005    | 1729      |                                   | • Louis XIV • Classicisme                              | Rue Bodenbroek 12 | 50° 50′ 27″ N, 4° 21′ 24″ E | 2043-0707/0   | |
| 363 | Maison traditionnelle | 13 juillet 2006    | 1742      |                                   | Architecture traditionnelle                            | Rue de Flandre 3 | 50° 51′ 03″ N, 4° 20′ 50″ E | 2043-0710/0   | |
| 364 | Maison traditionnelle | 17 juin 2010       | 1767      |                                   | • Louis XV • Architecture traditionnelle               | Rue Haute 50 | 50° 50′ 27″ N, 4° 21′ 06″ E | 2043-0666/0   | |
| 365 | Maison traditionnelle | 9 juin 2005        |           |                                   | Architecture traditionnelle                            | Impasse du Gril, Rue de Flandre 98 | 50° 51′ 09″ N, 4° 20′ 45″ E | 2043-0709/0   | |
| 366 | Maison traditionnelle | 17 novembre 2005   |           |                                   | Architecture traditionnelle                            | Place du Grand Sablon 42 | 50° 50′ 28″ N, 4° 21′ 15″ E | 2043-0700/0   | |
| 367 | Maison traditionnelle | 17 novembre 2005   |           |                                   | Architecture traditionnelle                            | Place du Grand Sablon 43 | 50° 50′ 28″ N, 4° 21′ 15″ E | 2043-0701/0   | |
| 368 | Maison traditionnelle | 19 mai 2005        |           |                                   | Architecture traditionnelle                            | Quai aux Briques 62, Rue du Nom de Jésus | 50° 51′ 09″ N, 4° 20′ 49″ E | 2043-0291/1   | |
| 369 | Maison traditionnelle | 21 novembre 2007   |           |                                   | Architecture traditionnelle                            | Quai aux Pierres de Taille 21 | 50° 51′ 19″ N, 4° 21′ 00″ E | 2043-0804/0   | |
| 370 | Maison traditionnelle | 20 janvier 2005    |           |                                   | Architecture traditionnelle                            | Rue au Beurre 23 | 50° 50′ 51″ N, 4° 21′ 05″ E | 2043-0685/0   | |
| 371 | Maison traditionnelle | 27 octobre 2005    |           |                                   | Architecture traditionnelle                            | Rue Bodenbroek 18-20 | 50° 50′ 27″ N, 4° 21′ 23″ E | 2043-0708/0   | |
| 372 | Maison traditionnelle | 27 octobre 2005    |           |                                   | Architecture traditionnelle                            | Rue Bodenbroek 6 | 50° 50′ 27″ N, 4° 21′ 23″ E | 2043-0614/0   | |
| 373 | Maison traditionnelle | 9 juin 2005        |           |                                   | Architecture traditionnelle                            | Rue de Flandre 122 | 50° 51′ 10″ N, 4° 20′ 42″ E | 2043-0716/0   | |
| 374 | Maison traditionnelle | 9 juin 2005        |           |                                   | Architecture traditionnelle                            | Rue de Flandre 99 | 50° 51′ 10″ N, 4° 20′ 45″ E | 2043-0715/0   | |
| 375 | Maison traditionnelle | 30 mars 1976       |           |                                   | Architecture traditionnelle                            | Rue de Laeken 120 | 50° 51′ 17″ N, 4° 21′ 07″ E | 2043-0052/0   | |
| 376 | Maison traditionnelle | 11 septembre 2003  |           |                                   | Architecture traditionnelle                            | Rue de la Gouttière 3 | 50° 50′ 43″ N, 4° 20′ 53″ E | 2043-0620/0   | |
| 377 | Maison traditionnelle | 30 avril 2003      |           |                                   | Architecture traditionnelle                            | Rue de la Gouttière 4 | 50° 50′ 43″ N, 4° 20′ 54″ E | 2043-0645/0   | |
| 378 | Maison traditionnelle | 12 juin 2008       |           |                                   | Architecture traditionnelle                            | Rue de la Madeleine 21 | 50° 50′ 44″ N, 4° 21′ 17″ E | 2043-0791/0   | |
| 379 | Maison traditionnelle | 12 juin 2008       |           |                                   | Architecture traditionnelle                            | Rue de la Madeleine 25 | 50° 50′ 44″ N, 4° 21′ 16″ E | 2043-0788/0   | |
| 380 | Maison traditionnelle | 12 juin 2008       |           |                                   | Architecture traditionnelle                            | Rue de la Madeleine 27 | 50° 50′ 44″ N, 4° 21′ 16″ E | 2043-0788/0   | |
| 381 | Maison traditionnelle | 12 juin 2008       |           |                                   | Architecture traditionnelle                            | Rue de la Madeleine 31 | 50° 50′ 43″ N, 4° 21′ 17″ E | 2043-0770/0   | |
| 382 | Maison traditionnelle | 23 janvier 2003    |           |                                   | Architecture traditionnelle                            | Rue de la Montagne 10 | 50° 50′ 49″ N, 4° 21′ 17″ E | 2043-0601/0   | |
| 383 | Maison traditionnelle | 15 juin 2000       |           |                                   | Architecture traditionnelle                            | Rue de la Violette 12 | 50° 50′ 45″ N, 4° 21′ 07″ E | 2043-0201/1   | |
| 384 | Maison traditionnelle | 4 septembre 2003   |           |                                   | Architecture traditionnelle                            | Rue de la Violette 38 | 50° 50′ 42″ N, 4° 21′ 10″ E | 2043-0660/0   | |
| 385 | Maison traditionnelle | 26 juin 2003       |           |                                   | Architecture traditionnelle                            | Rue de l'Etuve 37 | 50° 50′ 43″ N, 4° 21′ 01″ E | 2043-0616/0   | |
| 386 | Maison traditionnelle | 26 juin 2003       |           |                                   | Architecture traditionnelle                            | Rue de l'Etuve 39 | 50° 50′ 43″ N, 4° 21′ 01″ E | 2043-0617/0   | |
| 387 | Maison traditionnelle | 26 juin 2003       |           |                                   | Architecture traditionnelle                            | Rue de l'Etuve 41 | 50° 50′ 43″ N, 4° 21′ 01″ E | 2043-0618/0   | |
| 388 | Maison traditionnelle | 26 juin 2003       |           |                                   | Architecture traditionnelle                            | Rue de l'Etuve 57 | 50° 50′ 42″ N, 4° 20′ 59″ E | 2043-0619/0   | |
| 389 | Maison traditionnelle | 20 septembre 2001  |           |                                   | Architecture traditionnelle                            | Rue des Bouchers 36 | 50° 50′ 53″ N, 4° 21′ 17″ E | 2043-0585/0   | |
| 390 | Maison traditionnelle | 20 septembre 2001  |           |                                   | Architecture traditionnelle                            | Rue des Bouchers 7-9 | 50° 50′ 52″ N, 4° 21′ 18″ E | 2043-0569/0   | |
| 391 | Maison traditionnelle | 20 septembre 2001  |           |                                   | Architecture traditionnelle                            | Rue des Chapeliers 17 | 50° 50′ 45″ N, 4° 21′ 08″ E | 2043-0201/2   | |
| 392 | Maison traditionnelle | 20 septembre 2001  |           |                                   | Architecture traditionnelle                            | Rue des Chapeliers 19 | 50° 50′ 45″ N, 4° 21′ 09″ E | 2043-0201/2   | |
| 393 | Maison traditionnelle | 20 septembre 2001  |           |                                   | Architecture traditionnelle                            | Rue des Chapeliers 21 | 50° 50′ 44″ N, 4° 21′ 08″ E | 2043-0201/2   | |
| 394 | Maison traditionnelle | 11 septembre 2003  |           |                                   | Architecture traditionnelle                            | Rue des Grands Carmes 8-8A | 50° 50′ 44″ N, 4° 20′ 54″ E | 2043-0656/0   | |
| 395 | Maison traditionnelle | 20 septembre 2001  |           |                                   | Architecture traditionnelle                            | Rue des Harengs 2 | 50° 50′ 50″ N, 4° 21′ 12″ E | 2043-0582/0   | |
| 396 | Maison traditionnelle | 2 avril 1992       |           |                                   | Architecture traditionnelle                            | Rue du Bois Sauvage 16 | 50° 50′ 53″ N, 4° 21′ 40″ E | 2043-0120/0   | |
| 397 | Maison traditionnelle | 11 septembre 2003  |           |                                   | Architecture traditionnelle                            | Rue du Marché au Charbon 73-75 |                             | 2043-0649/0   | |
| 398 | Maison traditionnelle | 1er avril 2004     |           |                                   | Architecture traditionnelle                            | Rue du Marché au Charbon 74 | 50° 50′ 45″ N, 4° 20′ 54″ E | 2043-0492/0   | |
| 399 | Maison traditionnelle | 11 septembre 2003  |           |                                   | Architecture traditionnelle                            | Rue du Marché au Charbon 77 | 50° 50′ 45″ N, 4° 20′ 53″ E | 2043-0648/0   | |
| 400 | Maison traditionnelle | 13 novembre 2002   |           |                                   | Architecture traditionnelle                            | Rue du Marché aux Herbes 74 | 50° 50′ 50″ N, 4° 21′ 13″ E | 2043-0598/0   | |
| 401 | Maison de la Lunette | 24 mai 2007        |           |                                   | Architecture traditionnelle                            | Rue du Marché aux Herbes 93 | 50° 50′ 48″ N, 4° 21′ 15″ E | 2043-0544/01  | |
| 402 | Maison traditionnelle | 28 avril 2005      |           |                                   | Architecture traditionnelle                            | Rue Neuve 39-43 | 50° 51′ 14″ N, 4° 21′ 26″ E | 2043-0712/0   | |
| 403 | Maison traditionnelle | 20 janvier 2005    |           |                                   | • Architecture traditionnelle • Néo-classique          | Rue au Beurre 21 | 50° 50′ 51″ N, 4° 21′ 05″ E | 2043-0684/0   | |
| 404 | Maison traditionnelle | 20 janvier 2005    |           |                                   | • Architecture traditionnelle • Néo-classique          | Rue au Beurre 35-37 | 50° 50′ 51″ N, 4° 21′ 06″ E | 2043-0687/0   | |
| 405 | Maison traditionnelle | 19 mai 2005        |           |                                   | • Baroque • Architecture traditionnelle                | Rue au Beurre 19 | 50° 50′ 51″ N, 4° 21′ 05″ E | 2043-0683/0   | |
| 406 | Maison traditionnelle | 8 août 1988        |           |                                   | • Classicisme • Baroque • Architecture traditionnelle  | Rue du Vieux Marché aux Grains 2-4, Rue Sainte-Catherine 46-48 |                             | 2043-0148/0   | |
| 407 | Maison traditionnelle | 20 janvier 2005    |           |                                   | • Néo-Classicisme • Architecture traditionnelle        | Rue au Beurre 17 | 50° 50′ 51″ N, 4° 21′ 05″ E | 2043-0682/0   | |
| 408 | Maison traditionnelle | 20 janvier 2005    |           |                                   | • Néo-classique • Architecture traditionnelle          | Rue au Beurre 25-27 | 50° 50′ 51″ N, 4° 21′ 06″ E | 2043-0686/0   | |
| 409 | Maison traditionnelle | 15 mars 1983       |           |                                   | • Architecture traditionnelle • Néo-classique          | Quai au Bois à brûler 23, Rue du Peuplier 2-2A | 50° 51′ 07″ N, 4° 20′ 54″ E | 2043-0080/0   | |
| 410 | Maison traditionnelle | 27 janvier 1983    |           |                                   | Baroque                                                | Quai au Bois à brûler 19 | 50° 51′ 06″ N, 4° 20′ 55″ E | 2043-0078/0   | |
| 411 | Maison traditonelle | 20 février 2014    |           |                                   | Architecture traditionnelle                            | Rue des Renards 5 | 50° 50′ 13″ N, 4° 20′ 51″ E | 2043-0881/0   | |
| 412 | Maison traditionnelle | 8 août 1988        |           |                                   | Architecture traditionnelle                            | Treurenberg 5 | 50° 50′ 51″ N, 4° 21′ 40″ E | 2043-0136/0   | |
| 413 | Maison traditionnelle | 8 août 1988        |           |                                   | Architecture traditionnelle                            | Treurenberg 7 | 50° 50′ 51″ N, 4° 21′ 40″ E | 2043-0137/0   | |
| 414 | Maison | 30 juin 1994       |           |                                   | Néo-Classicisme                                        | Rue d'Accolay 15 | 50° 50′ 31″ N, 4° 21′ 04″ E | 2043-0207/0   | |
| 415 | Maison Van Dijck | 8 août 1988        | 1900      | Gustave Strauven                  | Art Nouveau                                            | Boulevard Clovis 85-87 | 50° 50′ 54″ N, 4° 22′ 57″ E | 2043-0123/0   | |
| 416 | Manneken-Pis | 16 octobre 1975    |           |                                   |                                                        | Rue de l'Etuve, Rue du Chêne | 50° 50′ 46″ N, 4° 21′ 06″ E | 2043-0037/0   | |
| 417 | Marché de Saint-Géry | 26 janvier 1987    | 1881      | Adolphe Vanderheggen              | Néo-Renaissance flamande                               | Place Saint-Géry | 50° 50′ 53″ N, 4° 20′ 52″ E | 2043-0118/0   | |
| 418 | Marronnier commun (Aesculus hippocastanum)                                                                                                 | 13 mars 2003       |           |                                   |                                                        | Rue Van Eyck 48-52 | 50° 49′ 13″ N, 4° 22′ 03″ E | 2043-0543/0   | |
| 419 | Maison traditionnelle | 12 juin 2008       |           |                                   | Architecture traditionnelle                            | Rue de la Madeleine 29 | 50° 50′ 44″ N, 4° 21′ 17″ E | 2043-0770/0   | |
| 420 | Monument à Gabrielle Petit | 30 avril 2015      |           |                                   |                                                        | Place Saint-Jean | 50° 50′ 41″ N, 4° 21′ 11″ E | 2043-0887/0   | |
| 421 | Monument à la gloire de l'infanterie belge                                                                                                 | 30 avril 2015      |           |                                   |                                                        | Place Poelaert | 50° 50′ 16″ N, 4° 21′ 11″ E | 2043-0886/0   | |
| 422 | Monument aux soldats britanniques | 30 avril 2015      |           |                                   |                                                        | Place Poelaert | 50° 50′ 16″ N, 4° 21′ 11″ E | 2043-0885/0   | |
| 423 | Monument de la Brabançonne | 30 avril 2015      |           |                                   |                                                        | Place Surlet de Chokier | 50° 50′ 57″ N, 4° 22′ 06″ E | 2043-0889/0   | |
| 424 | Musée d'Art Ancien et aile annexe | 6 mai 2004         | 1876-1880 | Alphonse Balat                    | • Néo-Classicisme • Eclectisme                         | Rue du Musée 5-9, Rue de la Régence 3-5 | 50° 50′ 32″ N, 4° 21′ 30″ E | 2043-0653/0   | |
| 425 | Noyer royal (Juglans regia) | 29 mars 2007       |           |                                   | Arbre remarquable                                      | Avenue Michel-Ange 69 | 50° 50′ 40″ N, 4° 23′ 10″ E | 2043-0768/0   | |
| 426 | Ormes d'Amérique (Ulmus americana) | 17 janvier 2008    |           |                                   |                                                        | Rue de Laeken, Rue des Augustins | 50° 51′ 11″ N, 4° 21′ 05″ E | 2043-0379/0   | |
| 427 | Palais de Charles de Lorraine, Chapelle royale protestante et le Palais de l'Industrie nationale                                           | 22 novembre 2001   | 1760      | Jean Faulte                       | Classicisme                                            | Place du Musée | 50° 50′ 34″ N, 4° 21′ 26″ E | 2043-0109/0   | |
| 428 | Palais d'Egmont ou Palais d'Arenberg | 18 septembre 2003  |           |                                   | • Renaissance • Classicisme • Louis XV                 | Place du Petit Sablon 8 | 50° 50′ 20″ N, 4° 21′ 29″ E | 2043-0269/0   | |
| 429 | Palais des Académies et son jardin | 10 octobre 2001    | 1824      | T.-F. Suys                        | Néo-Classicisme                                        | Rue Ducale 1, Place du Trône, Rue Lambermont, Boulevard du Régent | 50° 50′ 32″ N, 4° 21′ 56″ E | 2043-0348/0   | |
| 430 | Palais des Beaux-Arts | 19 avril 1977      | 1922-1928 | Victor Horta                      | Art Déco                                               | Rue Ravenstein 5 & 23, Rue Royale 6-10 | 50° 50′ 44″ N, 4° 21′ 33″ E | 2043-0067/0   | |
| 431 | Palais du vin et anciens magasins Merchie-Pède                                                                                             | 29 mars 2001       | 1898-1909 | Fran                              | Art Nouveau                                            | Rue du Miroir 9, Rue des Tanneurs 52-62 | 50° 50′ 24″ N, 4° 20′ 50″ E | 2043-0336/0   | |
| 432 | Palais Minerve - Ancien cinéma Rialto | 15 mai 1997        | 1908      | Henri Van Massenhove              | Beaux-Arts                                             | Rue Haute 205-207 | 50° 50′ 19″ N, 4° 21′ 01″ E | 2043-0477/0   | |
| 433 | Parc de Bruxelles | 21 juin 1971       |           |                                   |                                                        | Parc, Rue de la Loi, Rue Royale, Place des Palais, Rue Ducale | 50° 50′ 29″ N, 4° 23′ 28″ E | 2043-0030/0   | |
| 434 | Parc d'Egmont | 20 juillet 1972    |           |                                   |                                                        | Boulevard de Waterloo 30A, Rue aux Laines, Rue du Grand Cerf | 50° 50′ 16″ N, 4° 21′ 29″ E | 2043-0032/0   | |
| 435 | Parc du Cinquantenaire | 18 novembre 1976   |           |                                   |                                                        | Parc du Cinquantenaire, Avenue d'Auderghem, Avenue de Cortenbergh, Avenue des Gaulois, Avenue de la Joyeuse Entree, Avenue des Nerviens, Avenue de la Renaissance, Avenue de l'Yser | 50° 50′ 29″ N, 4° 23′ 28″ E | 2043-0061/0   | |
| 436 | Parc Léopold | 18 novembre 1976   |           |                                   |                                                        | Parc Léopold, Chaussée d'Etterbeek, Rue Belliard, Avenue du Maelbeek | 50° 50′ 18″ N, 4° 22′ 44″ E | 2043-0062/0   | |
| 437 | Parc Solvay Sport | 3 avril 2014       |           |                                   |                                                        | Avenue du Pérou 80 | 50° 47′ 50″ N, 4° 23′ 57″ E | 2043-0873/1   | |
| 438 | Passage Chambon | 19 avril 2007      | 1911-1913 | Alban Chambon                     | Eclectisme                                             | Avenue de la Reine | 50° 52′ 20″ N, 4° 21′ 37″ E | 2043-0536/0   | |
| 439 | Passage du Nord | 13 avril 1995      | 1881-1882 | Henri Rieck                       |                                                        | Rue Neuve 40-44, Boulevard Adolphe Max, Place Debrouckère | 50° 51′ 14″ N, 4° 21′ 26″ E | 2043-0392/0   | |
| 440 | Pavillons d'octroi de la porte d'Anderlecht                                                                                                | 22 avril 1999      | 1836      | Auguste-Jean-Joseph Payen         |                                                        | Porte d'Anderlecht 1-2 |                             | 2043-0462/0   | |
| 441 | Petite rue de la Violette | 25 septembre 1997  |           |                                   |                                                        | Petite rue de la Violette | 50° 50′ 44″ N, 4° 21′ 08″ E | 2043-0281/0   | |
| 442 | Pharmacie du Bon Secours | 21 décembre 1995   | 1904      | Paul Hamesse                      | Art Nouveau                                            | Rue de Bon Secours, Boulevard Anspach 160 | 50° 50′ 46″ N, 4° 20′ 53″ E | 2043-0304/0   | |
| 443 | Pharmacie du Botanique | 17 juin 2010       | 1911-1912 | Colles                            | • Eclectisme • Néo-Renaissance flamande                | Rue du Marais 119, Boulevard du Jardin Botanique 36-38 | 50° 51′ 12″ N, 4° 21′ 37″ E | 2043-0813/0   | |
| 444 | Place de la Liberté | 4 octobre 1983     |           |                                   |                                                        | Place de la Liberté | 50° 50′ 58″ N, 4° 22′ 00″ E | 2043-0081/0   | |
| 445 | Place des Martyrs | 10 juin 1963       | 1774-1776 | Claude Fisco                      | Néo-classique                                          | Place des Martyrs 1-23 | 50° 51′ 07″ N, 4° 21′ 23″ E | 2043-0026/0   | |
| 446 | Place du Congrès | 2 avril 1998       |           |                                   |                                                        | Place du Congrès | 50° 51′ 01″ N, 4° 21′ 50″ E | 2043-0344/0   | |
| 447 | Placette rue du Grand Hospice - Institut Pachéco                                                                                           | 10 juillet 1997    |           |                                   |                                                        | Rue du Grand Hospice | 50° 51′ 12″ N, 4° 21′ 05″ E | 2043-0371/0   | |
| 448 | Platane commun (Platanus x hispanica) | 17 juillet 2008    |           |                                   |                                                        | Rue Newton | 50° 50′ 46″ N, 4° 23′ 32″ E | 2043-0803/0   | |
| 449 | Pont médiéval sur un ancien bras de la Senne                                                                                               | 14 juillet 1994    |           |                                   |                                                        | Boulevard Anspach 159 | 50° 50′ 46″ N, 4° 20′ 49″ E | 2043-0198/0   | |
| 450 | Porche et entrée du parc d'Egmont | 11 septembre 1992  | 1759-1762 | J.-N. Servandoni                  | Néo-Classicisme                                        | Boulevard de Waterloo 30-31 | 50° 50′ 05″ N, 4° 21′ 08″ E | 2043-0167/0   | |
| 451 | Porte cochère | 30 mars 1989       | 1862      | Félix Pauwels                     | Néo-classique                                          | Rue Ducale 81 | 50° 50′ 50″ N, 4° 22′ 05″ E | 2043-0153/0   | |
| 452 | Porte cochère | 23 mai 1991        |           |                                   | Louis XV                                               | Quai au Bois à brûler 7 | 50° 51′ 05″ N, 4° 20′ 56″ E | 2043-0187/0   | |
| 453 | Porte de Hal | 13 septembre 1990  | 1381-1383 |                                   |                                                        | Boulevard du Midi | 50° 50′ 17″ N, 4° 20′ 29″ E | 2043-0164/0   | |
| 454 | Porte de Ninove Anciens pavillons d'octroi                                                                                                 | 10 septembre 1998  | 1832-1834 | Auguste-Jean-Joseph Payen         | Néo-classique                                          | Porte de Ninove | 50° 50′ 57″ N, 4° 20′ 18″ E | 2043-0463/0   | |
| 455 | Porte Saint-Roch | 7 décembre 1984    |           |                                   |                                                        | Rue du Rempart des Moines 21-23, Rue de la Cigogne |                             | 2043-0093/0   | |
| 456 | Portiques et immeubles bordant la Place Royale                                                                                             | 22 décembre 1951   | 1776-1780 | Barnabé Guimard                   |                                                        | Impasse du Borgendael, Rue du Musée, Rue de Namur, Place Royale | 50° 50′ 32″ N, 4° 21′ 39″ E | 2043-0019/0   | |
| 457 | Première centrale électrique de Bruxelles                                                                                                  | 12 mars 1998       | 1901      |                                   | Architecture industrielle                              | Rue Melsens 28, Place Sainte-Cathérine 45 | 50° 51′ 01″ N, 4° 20′ 56″ E | 2043-0422/0   | |
| 458 | Résidence Palace | 22 avril 2004      | 1922-1927 | Michel Polak                      | Art Déco                                               | Rue de la Loi 155 | 50° 50′ 33″ N, 4° 22′ 49″ E | 2043-0561/0   | |
| 459 | Rotonde pour panoramas Castellani | 23 janvier 2003    |           |                                   |                                                        | Boulevard Maurice Lemonnier 8-14 | 50° 50′ 25″ N, 4° 20′ 28″ E | 2043-0508/0   | |
| 460 | Rue de Bon Secours - Assiette | 30 avril 2003      |           |                                   |                                                        | Rue de Bon Secours | 50° 50′ 46″ N, 4° 20′ 53″ E | 2043-0641/0   | |
| 461 | Rue des Chandeliers | 30 mars 1989       |           |                                   |                                                        | Rue des Chandeliers | 50° 50′ 26″ N, 4° 21′ 09″ E | 2043-0156/0   | |
| 462 | Sainte-Barbe | 7 novembre 2002    | 1695      |                                   | Baroque                                                | Grand-Place 38 | 50° 50′ 50″ N, 4° 21′ 08″ E | 2043-0065/038 | |
| 463 | Square de Meeûs | 8 novembre 1972    |           |                                   |                                                        | Square de Meeûs |                             | 2043-0033/0   | |
| 464 | Square du Petit Sablon | 20 juillet 1972    |           |                                   |                                                        | Place du Petit Sablon | 50° 50′ 24″ N, 4° 21′ 23″ E | 2043-0031/0   | |
| 465 | Squares Ambiorix, Marie-Louise, Marguerite et l'avenue Palmerston                                                                          | 14 juillet 1994    |           |                                   |                                                        | Square Ambiorix, Square Marie-Louise, Square Marguerite, Avenue Palmerston | 50° 50′ 47″ N, 4° 23′ 04″ E | 2043-0197/0   | |
| 466 | Synagogue principale de Bruxelles | 9 février 1995     | 1875      | D. De Keyser                      | Néo-byzantin                                           | Rue Joseph Dupont 2, Rue de la Régence 32 | 50° 50′ 19″ N, 4° 21′ 18″ E | 2043-0303/0   | |
| 467 | Taverne-restaurant Falstaff et ensemble d'immeubles de rapport                                                                             | 12 octobre 2000    |           |                                   | Eclectisme                                             | Rue du Midi 1, Rue Henri Maus 17-51 | 50° 50′ 51″ N, 4° 21′ 02″ E | 2043-0458/0   | |
| 468 | Taverne-hôtel L'Espérance | 6 mars 2008        | 1874      | Ch. Lecourt                       | Eclectisme                                             | Rue du Finistère 1-3 | 50° 51′ 10″ N, 4° 21′ 19″ E | 2043-0464/0   | |
| 469 | Temple maçonnique | 8 août 1988        | 1909-1910 | Paul Bonduelle                    | Néo-égyptien                                           | Rue de Laeken 79 | 50° 51′ 11″ N, 4° 21′ 06″ E | 2043-0147/0   | |
| 470 | Temples de la loge: "Les Amis Philanthropes"                                                                                               | 21 novembre 1975   | 1774-1776 | Claude Fisco                      | Néo-classique                                          | Rue du Persil 6-12 | 50° 51′ 04″ N, 4° 21′ 26″ E | 2043-0047/0   | |
| 471 | Théâtre du Vaudeville | 17 avril 1997      | 1870-1884 | Jean-Pierre Cluysenaar            |                                                        | Galerie de la Reine 13-15 | 50° 50′ 48″ N, 4° 21′ 15″ E | 2043-0338/0   | |
| 472 | Théâtre royal de la Monnaie | 14 septembre 2000  |           |                                   |                                                        | Rue Léopold 4, Place de la Monnaie | 50° 50′ 58″ N, 4° 21′ 17″ E | 2043-0195/0   | |
| 473 | Théâtre royal du Parc | 9 mars 1995        |           |                                   | • Néo-Classicisme • Eclectisme                         | Rue de la Loi 3 | 50° 50′ 45″ N, 4° 21′ 56″ E | 2043-0333/0   | |
| 474 | Théâtre royal flamand de Bruxelles (KVS)                                                                                                   | 9 septembre 1993   | 1887      | Jean Baes                         | Néo-Renaissance flamande                               | Rue de Laeken 146 | 50° 51′ 20″ N, 4° 21′ 07″ E | 2043-0099/0   | |
| 475 | Théâtre royal de Toone et impasse Schuddeveld                                                                                              | 27 février 1997    |           |                                   |                                                        | Impasse Schuddeveld 6 | 50° 50′ 52″ N, 4° 21′ 13″ E | 2043-0110/0   | |
| 476 | Tour Anneessens | 20 février 1992    |           |                                   |                                                        | Boulevard de l'Empereur 34 | 50° 50′ 33″ N, 4° 21′ 11″ E | 2043-0191/0   | |
| 477 | Tour à plombs | 27 juillet 1984    | 1898      |                                   | Archéologie industrielle                               | Rue des Fabriques 54, Boulevard de l'Abattoir 24-26 | 50° 50′ 55″ N, 4° 20′ 23″ E | 2043-0092/0   | |
| 478 | Tour baroque de l'ancienne église Sainte-Cathérine                                                                                         | 5 mars 1936        | 1629-1664 |                                   | Baroque                                                | Place Sainte-Cathérine | 50° 51′ 04″ N, 4° 20′ 57″ E | 2043-0001/0   | |
| 479 | Tour de la première enceinte | 9 mars 1995        |           |                                   | Non défini                                             | Rue du Midi 118-120 | 50° 50′ 37″ N, 4° 20′ 49″ E | 2043-0393/0   | |
| 480 | Tour Noire | 1er février 1937   |           |                                   |                                                        | Place Sainte-Cathérine | 50° 51′ 04″ N, 4° 20′ 57″ E | 2043-0012/0   | |
| 481 | Vestige de la première enceinte de Bruxelles (mur)                                                                                         | 26 septembre 2002  |           |                                   |                                                        | Rue Montagne aux Herbes Potagères 37-43 |                             | 2043-0498/0   | |
| 482 | Vestige de la première enceinte de Bruxelles                                                                                               | 26 septembre 2002  |           |                                   |                                                        | Boulevard de l'Empereur 14-30 | 50° 50′ 38″ N, 4° 21′ 19″ E | 2043-0461/0   | |
| 483 | Vestiges archéologiques d'un bâtiment | 25 septembre 1997  |           |                                   |                                                        | Rue des Chapeliers 25 | 50° 50′ 44″ N, 4° 21′ 08″ E | 2043-0282/0   | |
| 484 | Vestiges de l'ancienne Cour d'Hoogstraeten                                                                                                 | 31 janvier 1992    |           |                                   |                                                        | Rue Villa Hermosa 5, Place Royale 11 | 50° 50′ 36″ N, 4° 21′ 33″ E | 2043-0186/1   | |
| 485 | Vestiges de l'ancien Palais ducal du Coudenberg                                                                                            | 1er avril 2004     |           |                                   |                                                        | Rue Brederode 12 | 50° 50′ 26″ N, 4° 21′ 35″ E | 2043-0499/0   | |
| 486 | Vestiges de l'ancien Palais ducal du Coudenberg                                                                                            | 4 juillet 1984     |           |                                   |                                                        | Rue Royale 2-4, Place Royale 10 | 50° 51′ 10″ N, 4° 21′ 56″ E | 2043-0091/0   | |
| 487 | Vestiges de l'ancien Palais ducal du Coudenberg                                                                                            | 1er avril 2004     | 1452-1461 |                                   | Gothique                                               | Rue Royale | 50° 50′ 59″ N, 4° 21′ 50″ E | 2043-0580/0   | |
| 488 | Vestiges de la première enceinte de Bruxelles (mur + tour)                                                                                 | 26 septembre 2002  |           |                                   |                                                        | Boulevard de Berlaimont 14, Rue Montagne aux herbes Potagères 41-43 | 50° 50′ 57″ N, 4° 21′ 32″ E | 2043-0577/0   | |
| 489 | Vestiges de la première enceinte de Bruxelles (mur + tour)                                                                                 | 30 mars 1962       |           |                                   |                                                        | Rue des Alexiens, Rue de Villers | 50° 50′ 33″ N, 4° 21′ 06″ E | 2043-0025/0   | |
| 490 | Vestiges de la première enceinte de Bruxelles (mur + tour)                                                                                 | 5 octobre 1984     |           |                                   |                                                        | Rue du Fosse aux Loups 43 | 50° 50′ 59″ N, 4° 21′ 24″ E | 2043-0100/0   | |
| 491 | Vestiges de la première enceinte de Bruxelles (mur + tour)                                                                                 | 26 septembre 2002  |           |                                   |                                                        | Rue Royale 10 | 50° 51′ 10″ N, 4° 21′ 56″ E | 2043-0501/0   | |
| 492 | Vestiges de la première enceinte de Bruxelles (mur)                                                                                        | 26 septembre 2002  |           |                                   |                                                        | Rue des Alexiens 16, Rue du Chêne 17 | 50° 50′ 37″ N, 4° 20′ 58″ E | 2043-0497/0   | |
| 493 | Vestiges de la première enceinte de Bruxelles (mur)                                                                                        | 26 septembre 2002  |           |                                   |                                                        | Rue des Chartreux 21 | 50° 50′ 56″ N, 4° 20′ 46″ E | 2043-0573/0   | |
| 494 | Vestiges de la première enceinte de Bruxelles (mur)                                                                                        | 26 septembre 2002  |           |                                   |                                                        | Rue du Midi 112-114 | 50° 50′ 37″ N, 4° 20′ 49″ E | 2043-0571/0   | |
| 495 | Vestiges de la première enceinte de Bruxelles (mur)                                                                                        | 26 septembre 2002  |           |                                   |                                                        | Rue du Vieux Marché aux Grains 30 |                             | 2043-0574/0   | |
| 496 | Vestiges de la première enceinte de Bruxelles (mur)                                                                                        | 26 septembre 2002  |           |                                   |                                                        | Rue Léopold 25, Rue du Fossé aux Loups 39 | 50° 50′ 59″ N, 4° 21′ 18″ E | 2043-0576/0   | |
| 497 | Vestiges de la première enceinte de Bruxelles (mur)                                                                                        | 26 septembre 2002  |           |                                   |                                                        | Rue Saint-Christophe 4, Rue des Chartreux 40 | 50° 50′ 55″ N, 4° 20′ 45″ E | 2043-0572/0   | |
| 498 | Vestiges de la première enceinte de Bruxelles (mur)                                                                                        | 26 septembre 2002  |           |                                   |                                                        | Rue Sainte-Catherine 40-42 | 50° 51′ 00″ N, 4° 20′ 52″ E | 2043-0575/0   | |
| 499 | Vestiges de la première enceinte de Bruxelles (mur)                                                                                        | 14 juillet 1994    |           |                                   |                                                        | Rue Van Artevelde 45 | 50° 50′ 54″ N, 4° 20′ 46″ E | 2043-0258/0   | |
| 500 | Vestiges de la première enceinte de Bruxelles (Tour du Pléban & mur)                                                                       | 27 juin 1991       |           |                                   |                                                        | Rue du Bois Sauvage 15, Treurenberg 10 | 50° 50′ 53″ N, 4° 21′ 41″ E | 2043-0162/0   | |
| 501 | Vestiges de la première enceinte de Bruxelles (tour)                                                                                       | 14 juillet 1994    | 1200-1300 |                                   |                                                        | Rue des Chartreux 42 | 50° 50′ 55″ N, 4° 20′ 46″ E | 2043-0257/0   | |
| 502 | Waux Hall | 19 mai 1994        |           |                                   | • Eclectisme • Néo-Classicisme                         | Parc, Rue de la Loi 5 | 50° 50′ 29″ N, 4° 23′ 28″ E | 2043-0185/0   | |
| 503 | Zelkova (Zelkova serrata) | 11 mars 2010       |           |                                   |                                                        | Rue Vautier 31 | 50° 50′ 14″ N, 4° 22′ 38″ E | 2043-0812/0   | |
| 504 | 14 monuments funéraires | 6 février 1997     |           |                                   |                                                        | Parvis Notre-Dame | 50° 52′ 40″ N, 4° 21′ 20″ E | 2043-0437/0   | |
| 505 | Ancien atelier et maison du sculpteur Ernest Salu                                                                                          | 14 mai 1992        | 1872      |                                   | Éclectisme                                             | Rue Léopold I 17, Parvis Notre-Dame 16 | 50° 52′ 41″ N, 4° 20′ 43″ E | 2043-0184/0   | |
| 506 | Ancien cinéma Rio | 17 juin 2010       |           |                                   | Non défini                                             | Rue Marie-Christine 100-102 | 50° 52′ 24″ N, 4° 21′ 32″ E | 2043-0481/1   | |
| 507 | Ancienne chapelle de l'Hôpital Brugmann | 14 avril 2005      | 1905      | Victor Horta                      | Art Nouveau                                            | Place Arthur Van Gehuchten 2-4 | 50° 53′ 09″ N, 4° 19′ 59″ E | 2043-0742/0   | |
| 508 | Ancienne gare de Laeken | 26 septembre 1996  | 1880      |                                   | Néo-Renaissance                                        | Parvis Notre-Dame, Rue du Champ de l'Église 2 | 50° 52′ 40″ N, 4° 21′ 20″ E | 2043-0369/0   | |
| 509 | Ancienne maison communale de Laeken | 13 avril 1995      | 1907      | Paul Bonduelle                    | Eclectisme                                             | Boulevard Emile Bockstael 246 | 50° 52′ 35″ N, 4° 20′ 53″ E | 2043-0395/0   | |
| 510 | Anciens Établissements Byrrh | 22 mai 1997        | 1905      | Anatole Laquierre                 | Archéologie industrielle                               | Rue Dieudonné Lefèvre 4 | 50° 52′ 15″ N, 4° 20′ 53″ E | 2043-0401/0   | |
| 511 | Chêne fastigié (Quercus robur f. fastigiata)                                                                                               | 11 mars 2010       |           |                                   |                                                        | Rue de Vrière 63-65 | 50° 52′ 54″ N, 4° 21′ 05″ E | 2043-0816/0   | |
| 512 | Chœur de l'ancienne église Notre-Dame de Laeken                                                                                            | 9 mars 1936        |           |                                   | Gothique                                               | Parvis Notre-Dame | 50° 52′ 40″ N, 4° 21′ 20″ E | 2043-0008/0   | |
| 513 | Cimetière de Laeken | 14 janvier 1999    |           |                                   |                                                        | Rue Léopold Ier, Rue des Artistes, Parvis Notre-Dame | 50° 50′ 59″ N, 4° 21′ 18″ E | 2043-0517/0   | |
| 514 | Deux platanes d'Orient (Platanus orientalis)                                                                                               | 11 mars 2010       |           |                                   |                                                        | Rue de Molenbeek 194 | 50° 52′ 18″ N, 4° 21′ 04″ E | 2043-0821/0   | |
| 515 | Ensemble de deux maisons Art nouveau | 6 novembre 2003    | 1911      | Fernand Brunfaut                  | • Eclectisme • Art Nouveau                             | Boulevard De Smet De Naeyer 538-540 |                             | 2043-0657/0   | |
| 516 | Fondation Reine Élisabeth | 13 décembre 2012   | 1927-1930 | Henri Lacoste                     | Art Déco                                               | Avenue Jean Joseph Crocq 3 | 50° 53′ 06″ N, 4° 19′ 48″ E | 2043-0824/0   | |
| 517 | Galeries funéraires du cimetière de Laeken                                                                                                 | 6 février 1997     |           |                                   | Néo-classique                                          | Parvis Notre-Dame | 50° 52′ 40″ N, 4° 21′ 20″ E | 2043-0484/0   | |
| 518 | Gare du Domaine royal de Laeken | 26 septembre 1996  |           |                                   | Néo-classique                                          | Rue Albert, Chaussée de Vilvorde, Rue des Palais Outre-Ponts | 50° 52′ 31″ N, 4° 21′ 38″ E | 2043-0370/0   | |
| 519 | Hêtre pourpre (Fagus sylvatica f. purpurea)                                                                                                | 3 septembre 2009   |           |                                   |                                                        | Avenue Jean Sobieski 9-11 | 50° 53′ 03″ N, 4° 20′ 40″ E | 2043-0802/0   | |
| 520 | Immeuble Foyer Laekenois | 16 mars 1995       | 1921      | Joseph Van Neck                   | Art Déco                                               | Rue Fineau 15 | 50° 52′ 47″ N, 4° 20′ 37″ E | 2043-0183/09  | |
| 521 | Immeuble Foyer Laekenois | 16 mars 1995       | 1921      | Joseph Van Neck                   | Pré-modernisme                                         | Rue Fineau 25 | 50° 52′ 48″ N, 4° 20′ 35″ E | 2043-0183/06  | |
| 522 | Immeuble Foyer Laekenois | 16 mars 1995       | 1921      | Selly                             |                                                        | Rue Fineau 11 | 50° 52′ 47″ N, 4° 20′ 37″ E | 2043-0183/10  | |
| 523 | Jardin du Pavillon chinois | 12 juin 1997       |           |                                   |                                                        | Avenue des Croix du Feu, Avenue Van Praet | 50° 53′ 40″ N, 4° 21′ 40″ E | 2043-0366/0   | |
| 524 | Logements sociaux du Foyer Laekenois | 16 mars 1995       | 1920      | Joseph Diongre                    | Art Déco                                               | Rue Fineau 21 | 50° 52′ 47″ N, 4° 20′ 35″ E | 2043-0183/07  | |
| 525 | Logements sociaux du Foyer Laekenois | 16 mars 1995       | 1920      | Paul Bonduelle                    | Beaux-Arts                                             | Rue Fineau 5-7 | 50° 52′ 47″ N, 4° 20′ 40″ E | 2043-0183/11  | |
| 526 | Logements sociaux du Foyer Laekenois | 16 mars 1995       | 1921      | Adolphe Puissant                  | Art Déco                                               | Rue Fineau 1-3 | 50° 52′ 47″ N, 4° 20′ 40″ E | 2043-0183/12  | |
| 527 | Logements sociaux du Foyer Laekenois | 16 mars 1995       | 1921      | Jean-Baptiste Dewin               | Art Déco                                               | Rue Emile Delva 79-81 | 50° 52′ 54″ N, 4° 20′ 31″ E | 2043-0183/03  | |
| 528 | Logements sociaux du Foyer Laekenois | 16 mars 1995       | 1921      | Joseph Diongre                    | Art Déco                                               | Rue Emile Delva 75, Rue Fineau 27 | 50° 52′ 48″ N, 4° 20′ 34″ E | 2043-0183/05  | |
| 529 | Logements sociaux du Foyer Laekenois | 16 mars 1995       | 1921      | Joseph Diongre                    | Art Déco                                               | Rue Emile Delva 83 | 50° 52′ 49″ N, 4° 20′ 33″ E | 2043-0183/02  | |
| 530 | Logements sociaux du Foyer Laekenois | 16 mars 1995       | 1921      | Joseph Diongre                    | Art Déco                                               | Rue Fineau 17 | 50° 52′ 47″ N, 4° 20′ 36″ E | 2043-0183/08  | |
| 531 | Logements sociaux du Foyer Laekenois | 16 mars 1995       | 1921      | Joseph Van Neck                   | Art Déco                                               | Rue Fineau 13-15 | 50° 52′ 47″ N, 4° 20′ 40″ E | 2043-0183/09  | |
| 532 | Logements sociaux du Foyer Laekenois | 16 mars 1995       | 1921      | Joseph Van Neck                   | Pré-modernisme                                         | Rue Fineau 23-25 | 50° 52′ 47″ N, 4° 20′ 40″ E | 2043-0183/06  | |
| 533 | Logements sociaux du Foyer Laekenois | 16 mars 1995       | 1921      | Paul Bonduelle                    | Art Déco                                               | Rue Victor Mabille 9, Rue Emile Delva 85-87 | 50° 52′ 50″ N, 4° 20′ 33″ E | 2043-0183/01  | |
| 534 | Logements sociaux du Foyer Laekenois | 16 mars 1995       | 1921      | Selly                             | Art Déco                                               | Rue Emile Delva 77 | 50° 52′ 48″ N, 4° 20′ 34″ E | 2043-0183/04  | |
| 535 | Logements sociaux du Foyer Laekenois | 16 mars 1995       | 1921      | Selly                             |                                                        | Rue Fineau 9-11 | 50° 52′ 47″ N, 4° 20′ 40″ E | 2043-0183/10  | |
| 536 | Maison Moureau | 6 juillet 2006     | 1951      | Willy Van Der Meeren              |                                                        | Avenue Adrien Bayet 11 | 50° 53′ 29″ N, 4° 19′ 56″ E | 2043-0796/0   | |
| 537 | Mausolée F. Nicolay | 14 avril 1994      |           |                                   |                                                        | Parvis Notre-Dame | 50° 52′ 40″ N, 4° 21′ 20″ E | 2043-0192/0   | |
| 538 | Monument au Travail | 28 septembre 1995  | 1893-1905 |                                   |                                                        | Quai des Yachts, Avenue de la Reine, Rue Claessens, Square Jules de Trooz |                             | 2043-0332/0   | |
| 539 | Parc de la Drève Sainte-Anne | 11 juin 1998       |           |                                   |                                                        | Drève Sainte-Anne, Avenue du Parc Royal, Avenue des Trembles | 50° 53′ 13″ N, 4° 21′ 11″ E | 2043-0355/0   | |
| 540 | Parc d'Osseghem | 16 octobre 1975    |           |                                   |                                                        | Avenue de l'Atomium, Square de l'Atomium, Boulevard du Centenaire, Place Louis Steens, Avenue du Gros Tilleul, Rond-Point Jean Offenberg, Avenue de Madrid, Avenue du Hallier       | 50° 53′ 47″ N, 4° 20′ 38″ E | 2043-0036/0   | |
| 541 | Parc de Laeken | 17 septembre 1974  |           |                                   |                                                        | Avenue de la Dynastie, Avenue des Trembles, Avenue du Parc Royal |                             | 2043-0034/0   | |
| 542 | Parc Sobieski et Jardin colonial de Laeken                                                                                                 | 11 juin 1998       |           |                                   |                                                        | Avenue Jean Sobieski, Avenue des Ebeniers, Avenue des Robiniers | 50° 53′ 03″ N, 4° 20′ 40″ E | 2043-0354/0   | |
| 543 | Pont Sobieski | 14 mars 1996       | 1906      |                                   | Eclectisme                                             | Avenue Des Robiniers, Avenue Jean Sobieski | 50° 53′ 13″ N, 4° 20′ 41″ E | 2043-0397/0   | |
| 544 | Maison communale de Laeken de la rue des Palais Outre-Ponts                                                                                | 13 avril 1995      | 1842-1864 |                                   | Néo-Classicisme                                        | Rue des Palais Outre-Ponts 458-460 |                             | 2043-0394/0   | |
| 545 | Square Clémentine | 12 juin 1997       |           |                                   |                                                        | Square Clémentine | 50° 53′ 06″ N, 4° 20′ 39″ E | 2043-0360/0   | |
| 546 | Square du 21 Juillet | 11 juin 1998       |           |                                   |                                                        | Avenue du Parc Royal, Rue des Vignes | 50° 53′ 02″ N, 4° 21′ 15″ E | 2043-0357/0   | |
| 547 | Square Palfyn | 17 septembre 1998  |           |                                   |                                                        | Square Jean Palfyn, Avenue du Général Deceuninck, Avenue Jean Palfyn |                             | 2043-0356/0   | |
| 548 | Square Prince Charles | 24 septembre 1998  |           |                                   |                                                        | Square Prince Charles, Rue De Vrière, Rue Medori, Rue des Chrysanthèmes, Rue des Artistes                                                                                           | 50° 52′ 53″ N, 4° 21′ 13″ E | 2043-0359/0   | |
| 549 | Square Prince Léopold | 2 avril 1998       |           |                                   |                                                        | Square Prince Leopold | 50° 53′ 03″ N, 4° 20′ 24″ E | 2043-0358/0   | |
| 550 | Ancien atelier et maison du peintre Parmentier                                                                                             | 9 juillet 1992     | 1905      | Dolf Van Roy                      |                                                        | Rue de Toulouse 47 | 50° 50′ 33″ N, 4° 22′ 37″ E | 2043-0203/0   | |
| 551 | Ancien Institut Anatomique | 8 août 1988        | 1893-1898 | Jules-Jacques Van Ysendyck        |                                                        | Rue Belliard 137 | 50° 50′ 19″ N, 4° 22′ 43″ E | 2043-0145/0   | |
| 552 | Église Saint-Joseph | 13 mai 1981        | 1842-1849 | T.-F. Suys                        | • Eclectisme • Néo-Renaissance italienne               | Square Frère-Orban 1 | 50° 50′ 38″ N, 4° 22′ 17″ E | 2043-0072/0   | |
| 553 | Ensemble d'hôtels de maître classiques | 19 juin 1997       |           |                                   | • Eclectisme • Néo-classique                           | Rue de la Science 27-35 | 50° 50′ 39″ N, 4° 22′ 20″ E | 2043-0249/0   | |
| 554 | Ensemble d'hôtels de maître éclectiques | 28 mars 1996       |           |                                   |                                                        | Rue Belliard 19-23 | 50° 50′ 28″ N, 4° 22′ 32″ E | 2043-0312/0   | |
| 555 | Ensemble d'hôtels de maître | 27 octobre 1994    |           |                                   |                                                        | Rue Belliard 37-43 | 50° 50′ 28″ N, 4° 22′ 32″ E | 2043-0212/0   | |
| 556 | Hôtel de maître néo-classique | 21 mars 1996       | 1872-1874 |                                   | Néo-classique                                          | Rue Belliard 58 | 50° 50′ 31″ N, 4° 22′ 22″ E | 2043-0260/0   | |
| 557 | Maison éclectique | 21 mars 1996       | 1840      | Jean-Pierre Cluysenaar            |                                                        | Rue Belliard 3 | 50° 50′ 33″ N, 4° 22′ 05″ E | 2043-0242/0   | |
| 558 | Maison néo-classique | 20 juillet 1993    | 1851      | Fran                              | Néo-Classicisme                                        | Rue Guimard 14 | 50° 50′ 39″ N, 4° 22′ 13″ E | 2043-0214/0   | |
| 559 | Maison néo-classique | 20 juillet 1993    | 1851      | Fran                              | Néo-Classicisme                                        | Rue Guimard 16 | 50° 50′ 38″ N, 4° 22′ 13″ E | 2043-0215/0   | |
| 560 | Maison néo-classique | 20 juillet 1993    | 1851      | Fran                              | Néo-Classicisme                                        | Rue Guimard 18 | 50° 50′ 38″ N, 4° 22′ 14″ E | 2043-0216/0   | |
| 561 | Maisons néo-classiques | 1er octobre 1981   | 1860      | Jean-Pierre Cluysenaar            |                                                        | Square Frère-Orban, Rue de la Science 14-14A, Rue de l'Industrie 29A-31 | 50° 50′ 35″ N, 4° 22′ 16″ E | 2043-0073/0   | |
| 562 | Pavillon des Passions humaines | 18 novembre 1976   | 1889      | Victor Horta                      | Classicisme                                            | Avenue d'Auderghem | 50° 50′ 19″ N, 4° 23′ 09″ E | 2043-0057/0   | |
| 563 | Square Frère-Orban | 4 octobre 1974     |           |                                   |                                                        | Square Frère-Orban | 50° 50′ 35″ N, 4° 22′ 16″ E | 2043-0035/0   | |
| 564 | Château Feys (Maison Delune) | 22 septembre 1994  | 1902-1910 | Léon Delune                       | Art Nouveau                                            | Avenue Franklin Roosevelt 86, Avenue des Phalènes | 50° 48′ 33″ N, 4° 23′ 11″ E | 2043-0293/0   | |
| 565 | Châtaignier et ses abords | 31 mars 2011       |           |                                   |                                                        | Avenue Louise | 50° 49′ 06″ N, 4° 22′ 16″ E | 2043-0750/2   | |
| 566 | Hôtel de Bodt | 16 mars 1995       | 1931-1932 | Henry Van de Velde                |                                                        | Avenue Franklin Roosevelt 27-29 | 50° 47′ 51″ N, 4° 23′ 44″ E | 2043-0299/0   | |
| 567 | Hôtel de maître éclectique | 30 mars 1989       | 1873-1874 | Henri Maquet                      | Eclectisme                                             | Avenue Louise 344 | 50° 49′ 21″ N, 4° 22′ 10″ E | 2043-0157/0   | |
| 568 | Hôtel de maître éclectique | 30 mars 1989       | 1879      | Henri Maquet                      | Eclectisme                                             | Avenue Louise 342 | 50° 49′ 21″ N, 4° 22′ 10″ E | 2043-0159/0   | |
| 569 | Hôtel Godefroid | 8 août 1988        | 1874      | Henri Beyaert                     | Eclectisme                                             | Avenue Louise 73 | 50° 49′ 57″ N, 4° 21′ 26″ E | 2043-0095/0   | |
| 570 | Hôtel Lunden | 8 août 1988        | 1898-1900 | Paul Saintenoy                    | Art Nouveau                                            | Avenue Louise 81 | 50° 49′ 06″ N, 4° 22′ 16″ E | 2043-0096/0   | |
| 571 | Hôtel Max Hallet | 16 octobre 1975    | 1904      | Victor Horta                      | Art Nouveau                                            | Avenue Louise 346 | 50° 49′ 20″ N, 4° 22′ 10″ E | 2043-0042/0   | |
| 572 | Hôtel Solvay | 7 avril 1977       | 1894-1898 | Victor Horta                      | Art Nouveau                                            | Avenue Louise 224 | 50° 49′ 35″ N, 4° 21′ 56″ E | 2043-0063/0   | |
| 573 | Immeuble à appartements, maison personnelle et bureau de l'architecte Adrien Blomme (Maison Blomme)                                        | 19 novembre 2009   | 1929      | Adrien Blomme                     | Modernisme                                             | Avenue Antoine Depage 1, Avenue Franklin Roosevelt 52 | 50° 48′ 39″ N, 4° 22′ 57″ E | 2043-0779/0   | |
| 574 | Maison Périer (Fresques de Paul Delvaux)                                                                                                   | 27 mars 1997       |           |                                   |                                                        | Avenue Louise 573 | 50° 48′ 53″ N, 4° 22′ 12″ E | 2043-0465/0   | |
| 575 | Monument aux aviateurs et aérostiers mort pendant la guerre                                                                                | 30 avril 2015      |           |                                   |                                                        | Avenue Franklin Roosevelt | 50° 47′ 51″ N, 4° 23′ 44″ E | 2043-0888/0   | |
| 576 | Pavillons d'octroi de l'ancienne porte de Namur                                                                                            | 2 avril 1998       | 1835-1836 | Auguste-Jean-Joseph Payen         | Néo-Classicisme                                        | Avenue Louise 544-589 |                             | 2043-0390/0   | |
| 577 | Séquoia géant (Sequoiadendron giganteum)                                                                                                   | 13 juillet 2006    |           |                                   |                                                        | Avenue Franklin Roosevelt 115 | 50° 48′ 02″ N, 4° 23′ 23″ E | 2043-0382/0   | |
| 578 | Université Libre de Bruxelles | 11 décembre 2014   | 1928      | Alexis Dumont                     | • Eclectisme • Néo-Renaissance flamande                | Avenue Franklin Roosevelt 50 | 50° 48′ 46″ N, 4° 22′ 46″ E | 2043-0302/0   | |
| 579 | Villa Empain | 29 mars 2007       | 1930      | Michel Polak                      | Art Déco Modernisme                                    | Avenue Victoria 35, Avenue Franklin Roosevelt 67 | 50° 48′ 29″ N, 4° 22′ 57″ E | 2043-0518/2   | |
| 580 | Ancienne Église Saint-Nicolas | 14 mars 1940       |           |                                   |                                                        | Place Saint-Nicolas 5 | 50° 53′ 38″ N, 4° 23′ 06″ E | 2043-0015/0   | |
| 581 | Ferme Den Bels et son verger, aussi appelée: Ferme du Laskouter                                                                            | 1er avril 2010     | 1750-1850 |                                   | Architecture rurale                                    | Rue du Paturage, Rue de Beyseghem 56 | 50° 53′ 45″ N, 4° 22′ 47″ E | 2043-0595/0   | |
| 582 | Parc du Kluis ou parc Meudon | 17 avril 1997      |           |                                   |                                                        | Rue des Faines 39, Rue du Ramier | 50° 53′ 34″ N, 4° 23′ 20″ E | 2043-0367/0   | |
| 583 | Paulownia tomentosa | 24 mai 2012        |           |                                   |                                                        | Rue de Ransbeek | 50° 53′ 57″ N, 4° 23′ 56″ E | 2043-0872/0   | |
| 584 | Pavillons du Château de Meudon | 28 mars 2013       |           |                                   | Non défini                                             | Chaussee de Vilvorde 144 | 50° 52′ 25″ N, 4° 21′ 35″ E | 2043-0255/1   | |
| 585 | Église Sainte-Élisabeth et ses abords | 22 octobre 1985    |           |                                   |                                                        | Rue de Cortenbach, Rue Sainte-Élisabeth | 50° 53′ 32″ N, 4° 25′ 04″ E | 2043-0103/0   | |
| 586 | Église Sainte-Élisabeth | 7 avril 1944       |           |                                   | Gothique                                               | Rue De Cortenbach, Rue Sainte-Élisabeth | 50° 53′ 32″ N, 4° 25′ 04″ E | 2043-0018/0   | |
| 587 | Ferme "Castrum" | 8 août 1988        |           |                                   |                                                        | Rue du Pré aux Oies 239 | 50° 53′ 43″ N, 4° 24′ 58″ E | 2043-0151/0   | |
| 588 | Frêne commun (Fraxinus excelsior) | 29 mars 2007       |           |                                   |                                                        | Rue de Cortenbach 11 | 50° 53′ 32″ N, 4° 25′ 02″ E | 2043-0384/0   | |
| 589 | Prairies marécageuses de la ferme du Castrum                                                                                               | 18 juillet 1996    |           |                                   |                                                        | Rue du Pré aux Oies | 50° 53′ 49″ N, 4° 25′ 04″ E | 2043-0326/0   | |